# Singen (stad)
Singen is een plaats in de Duitse deelstaat Baden-Württemberg. Het is de op een na grootste stad van de Landkreis Konstanz. De stad telde op de peildatum van de meest recente statistiek 48.033 inwoners. Singen heeft sinds 1956 de status van Große Kreisstadt.

## Stadsindeling

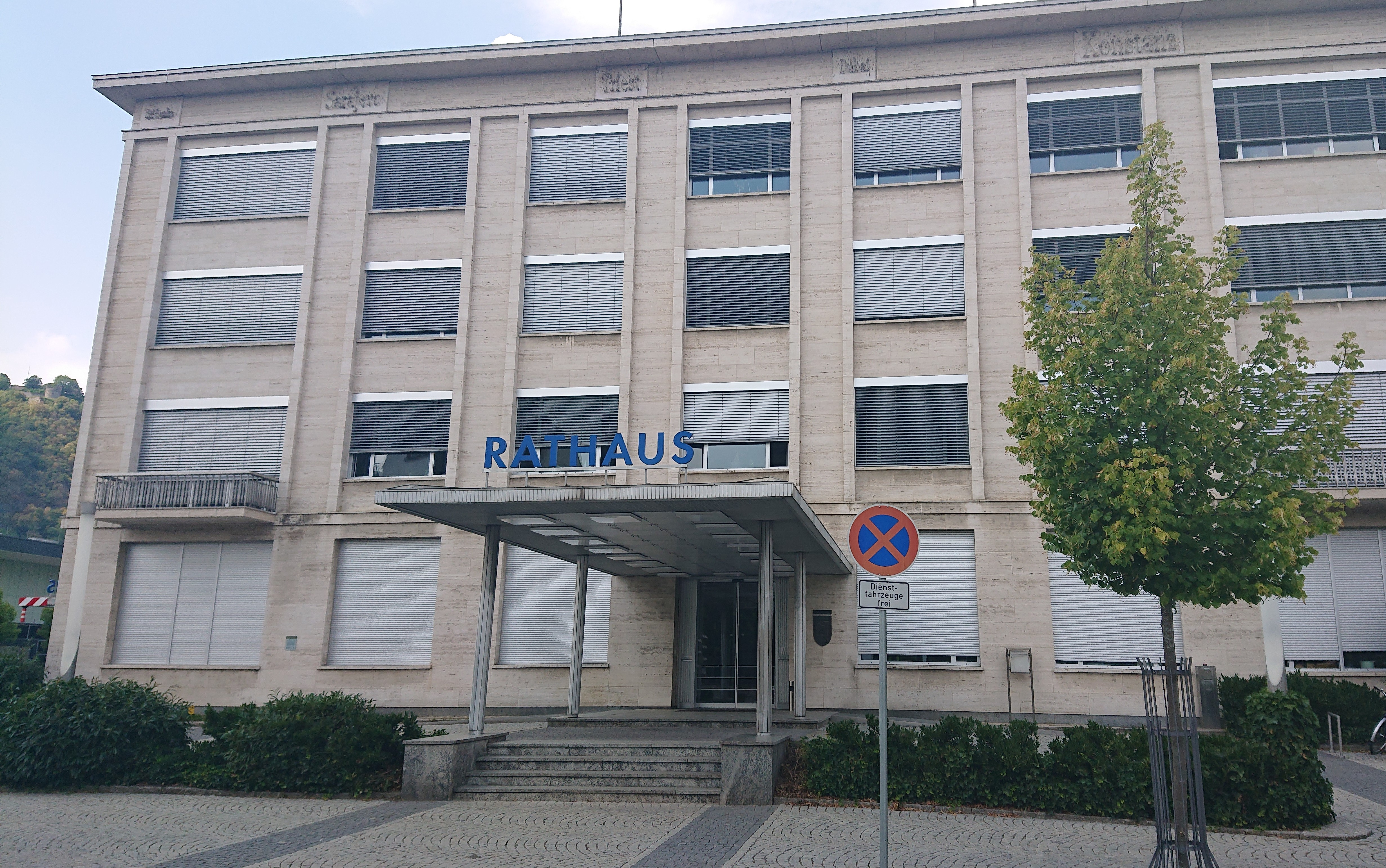
Stadhuis

Singen bestaat uit de zogenaamde kernstad (met per 31-12-2023 40.925 inwoners) en 6 stadsdelen, die tot omstreeks 1973 nog zelfstandige gemeentes waren. Dit zijn:
- Beuren an der Aach (NO; 1.513 inwoners)[2]
- Friedingen (NO; 1.527)
- Hausen an der Aach (N; 890)
- Schlatt unter Krähen (N; 1.076; aan de oostkant van de berg Hohenkrähen)
- Überlingen am Ried (ZO; 1.817)
- Bohlingen (direct ten zuiden van Überlingen am Ried; 1.957)

Tot zowel de kernstad als deze 6 Ortsteile behoren dan nog een groot aantal gehuchten, alsmede molens, landgoederen, boerderijen e.d. met eigen plaatsnaam.

### Wapensvan de Ortsteile van Singen

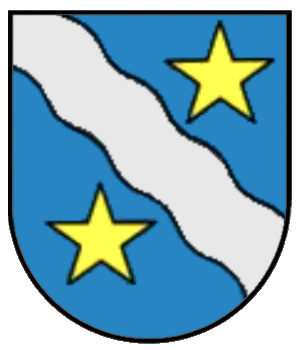
Wapen van Beuren an der Aach
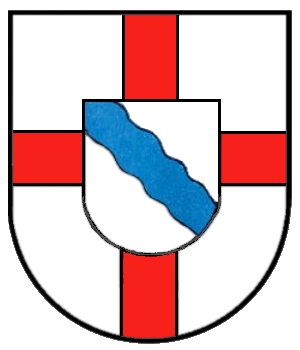
Wapen van Bohlingen
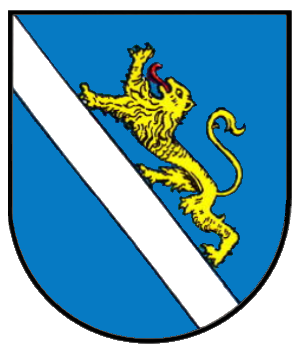
Wapen van Friedingen (Singen)
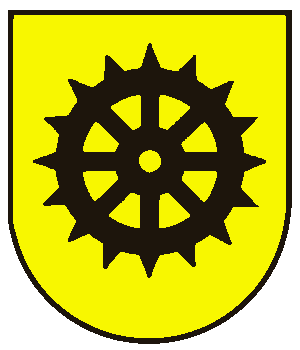
Wapen van Hausen an der Aach
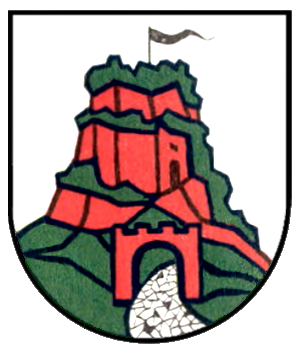
Wapen van Schlatt unter Krähen
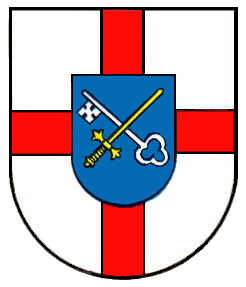
Wapen van Überlingen am Ried

## Geologie en geografie
Singen heeft een oppervlakte van 61,77 km² en ligt in het zuidwesten van Duitsland, aan de westrand van de Hegau. 

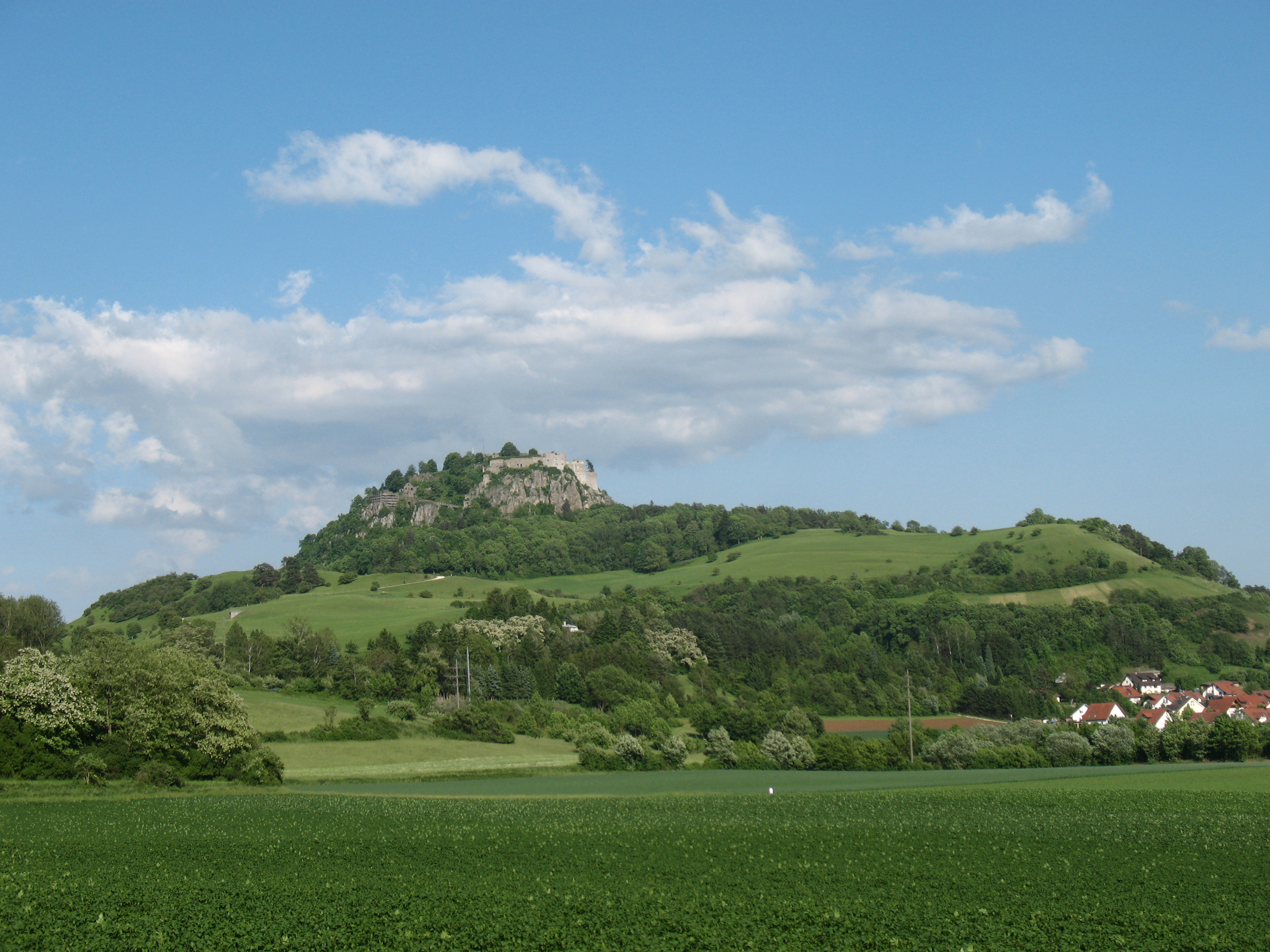
Gezicht op de berg Hohentwiel, vanuit het westen
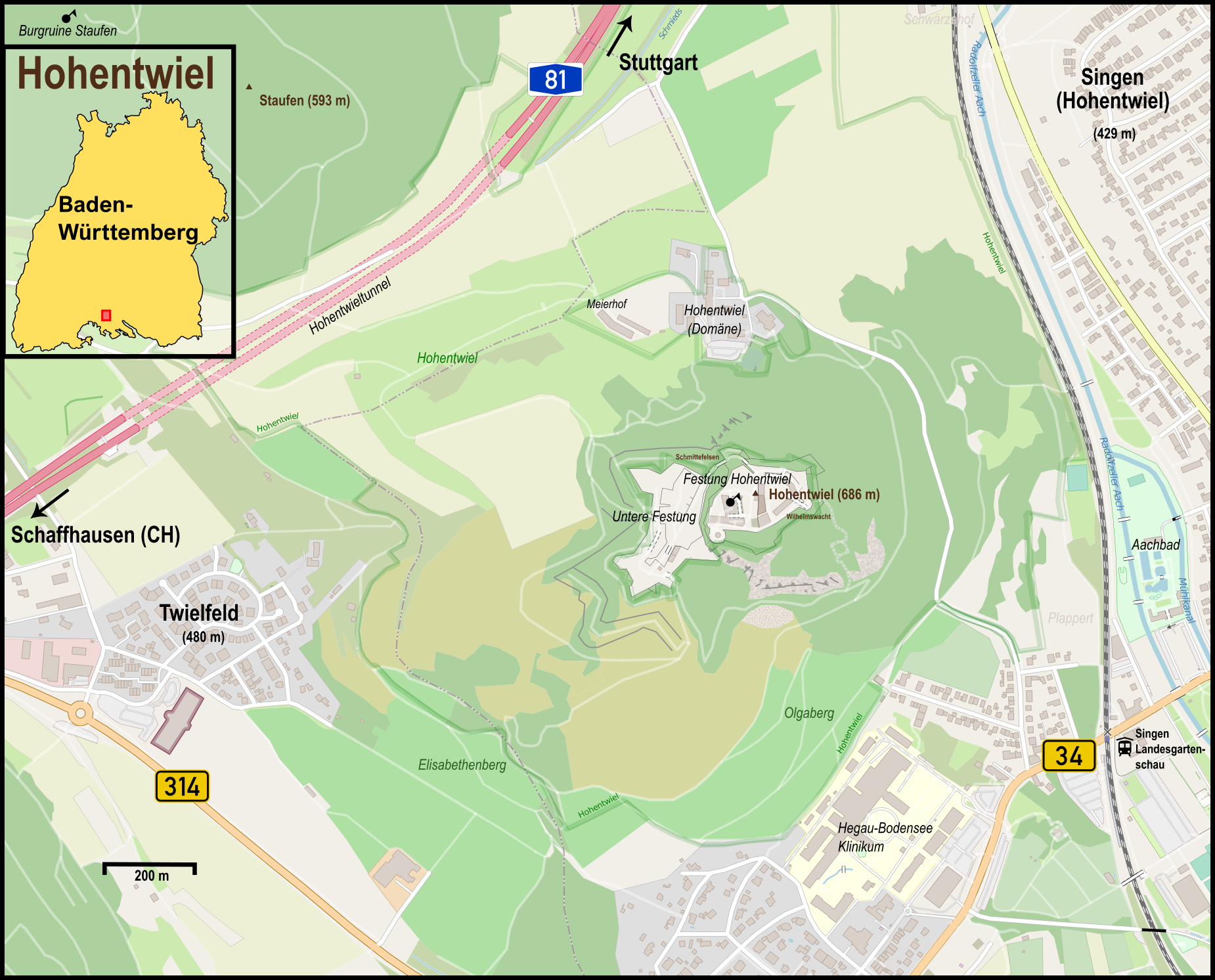
Kaart van deze berg
Geologische doorsnede van deze berg
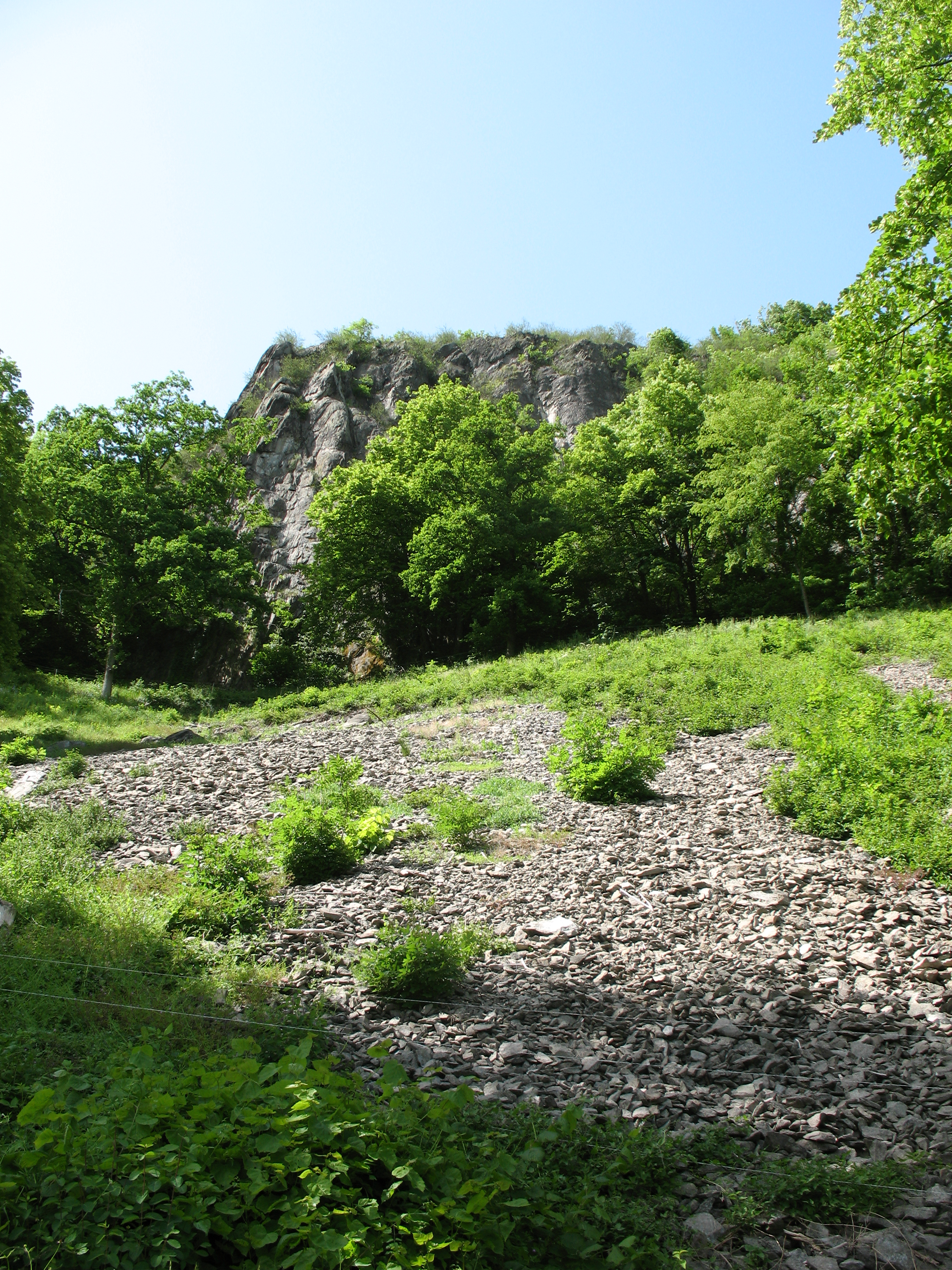
Fonolietpuin aan de oostelijke helling van de Hohentwiel
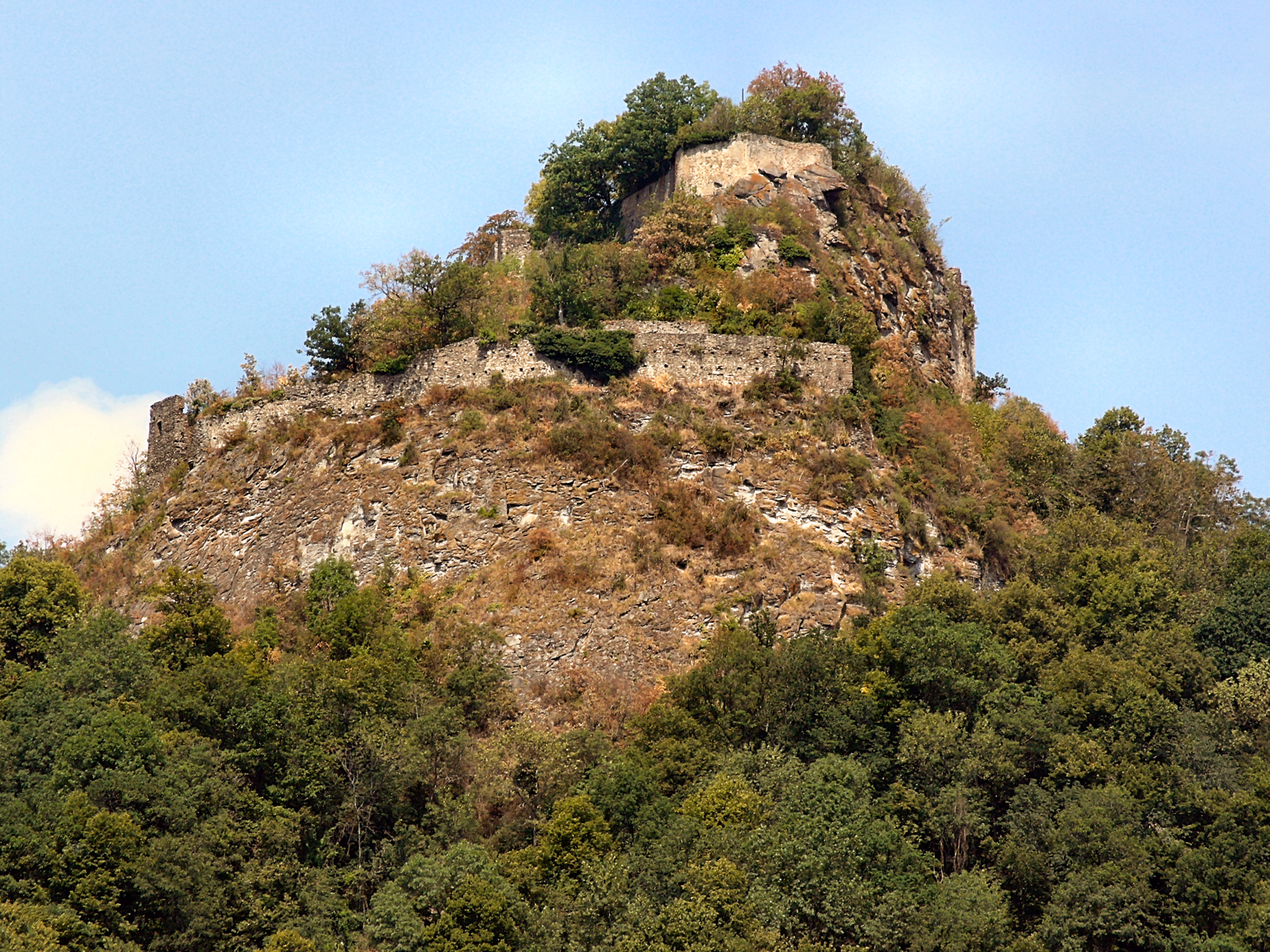
De berg Hohenkrähen gezien vanuit het zuidoosten

Vlakbij ligt de Hohentwiel, een oude vulkaankegel met een top van 696 meter boven de zeespiegel; iets noordelijker, juist over de grens met de gemeente Mühlhausen-Ehingen, een soortgelijke, 637 m hoge, berg met de naam Hohenkrähen. Bijzonder aan deze in totaal ongeveer 12 bergen in het gebied Hegau is, dat het in het Mioceen (14-9 miljoen jaar geleden) ontstane vulkanen zijn. Deze vulkanen spuwden as en ander materiaal (tufsteen en later melilithiet, een basaltachtig gesteente) uit, dat een 100 meter dikke laag werd. Daarna, 9 miljoen jaar geleden, werd er opnieuw magma uit de vulkaankraters omhooggestuwd, in dit geval vooral fonoliet. De opwaartse kracht vanuit de vulkanen was echter te zwak, om te bewerken, dat het fonoliet naar boven door de dikke laag tufsteen heen kon breken. De vulkaankegels verstarden tot grote bobbels in het tufsteen, de vulkaanuitbarstingen werden gesmoord. Later, tijdens het Rissglaciaal, 150.000 jaar geleden, schuurden dikke lagen gletsjerijs de tufsteenlagen weg, en de voormalige vulkaankegels bleven als opvallende bergen in het landschap achter. Deze bergen werden later door de mens gebruikt voor religieuze doeleinden en om er militaire versterkingen te bouwen.
Tussen de stad en de Hohentwiel loopt het onbevaarbare riviertje Radolfzeller Aach.

### Naburige plaatsen
Naburige grotere steden zijn:
- Schaffhausen in Zwitserland, 21 km ten west-zuidwesten van Singen
- Konstanz, 32 km ten zuidoosten van Singen
- Donaueschingen, 45 km ten noordwesten van Singen.

Singen grenst aan de volgende gemeentes in de Landkreis Konstanz:
- Hilzingen
- Mühlhausen-Ehingen
- Volkertshausen
- Steißlingen
- Radolfzell am Bodensee
- Moos (am Bodensee)
- Öhningen
- Rielasingen-Worblingen

Een zeer klein stukje, van 180 m in een bos, vormt de grens tussen de gemeente Singen en Hemishofen in Zwitserland. 
Met Volkertshausen, Steißlingen en Rielasingen-Worblingen bestaat een nauwe samenwerking binnen een zogenaamde Vereinbarte Verwaltungsgemeinschaft, een alleen in Baden-Württemberg bestaande vorm van bestuurssamenwerking. Daarbij neemt Singen als erfüllende Gemeinde een aantal gemeentelijke bevoegdheden en taken over van deze drie buurgemeentes.

### Verkeer

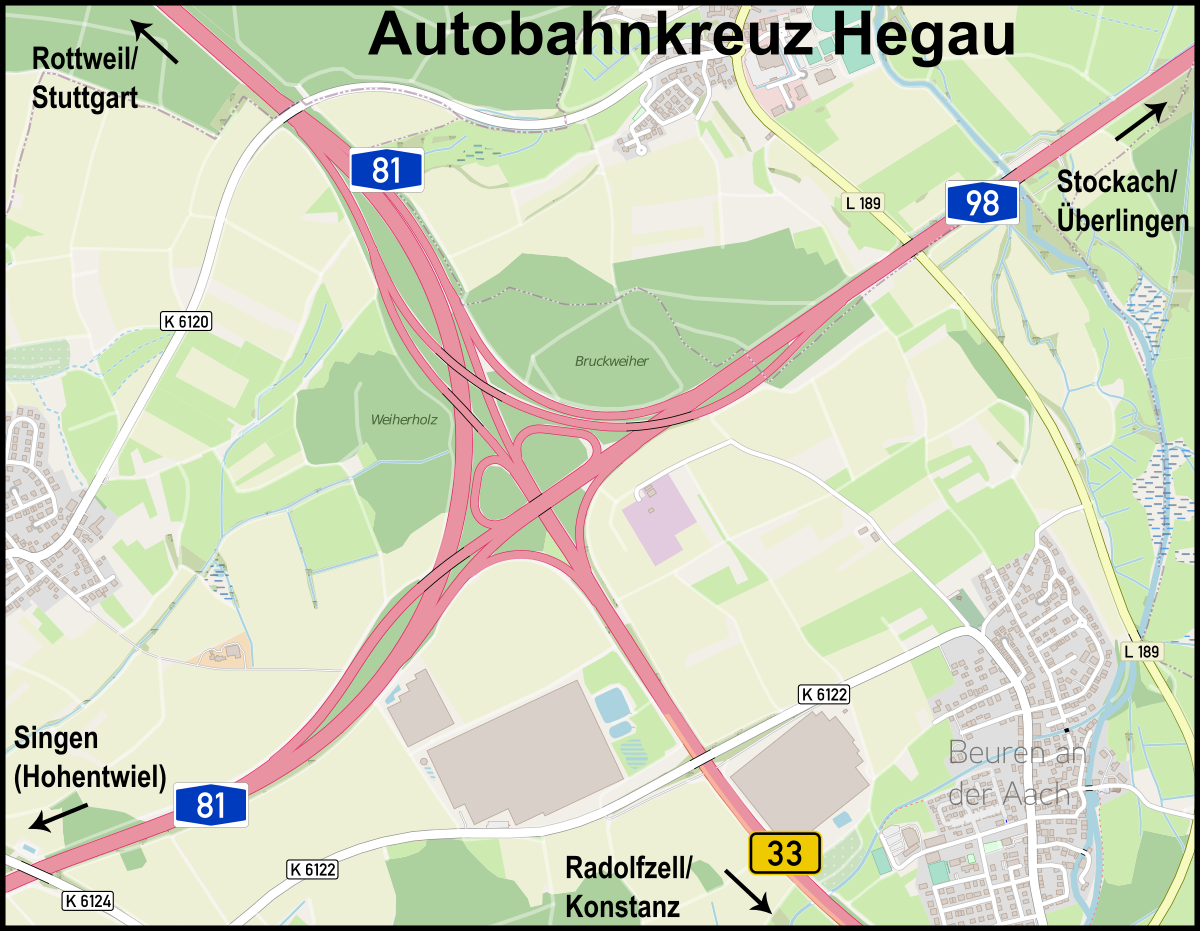
Situering Autobahnkreuz Hegau
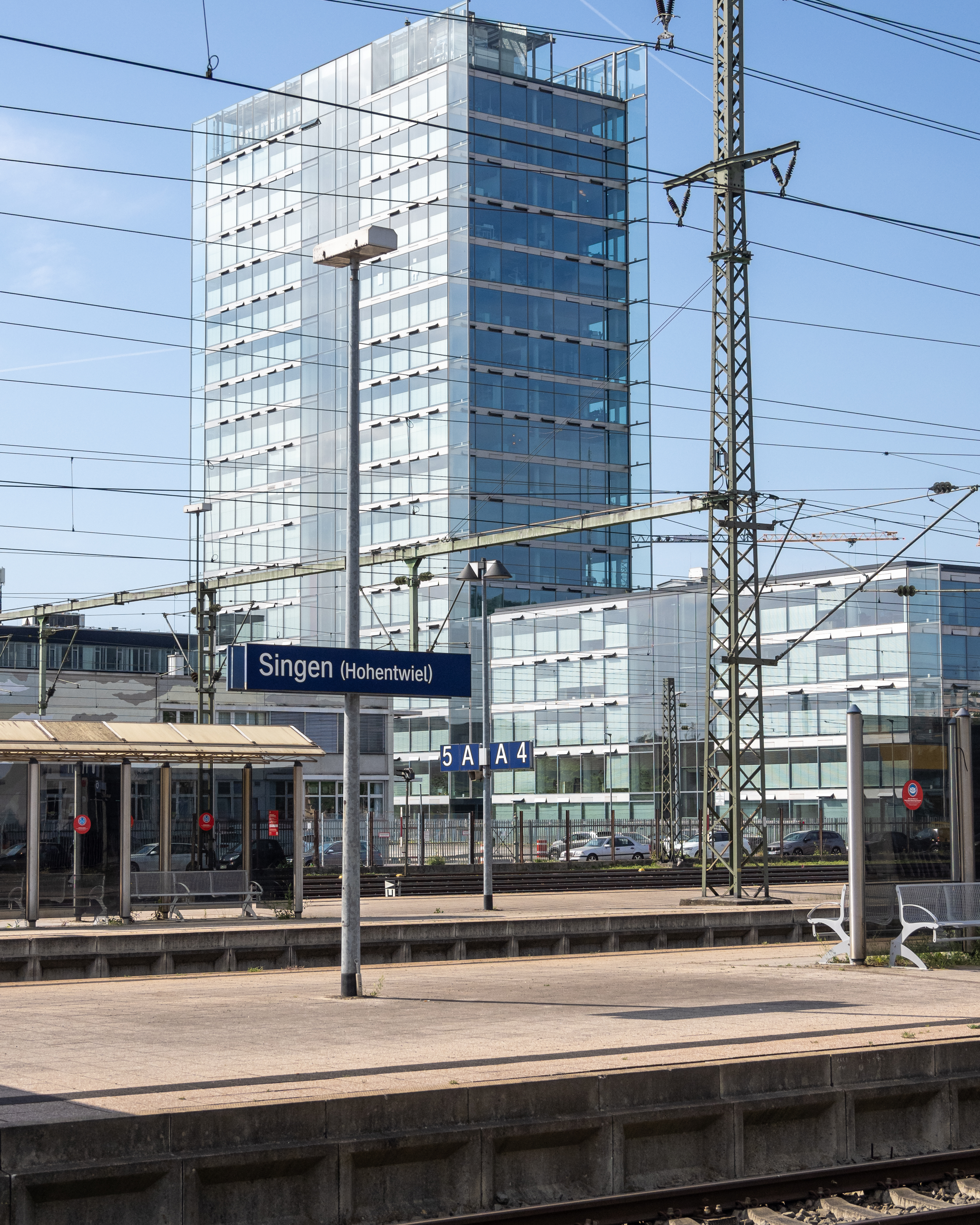
Station (1)
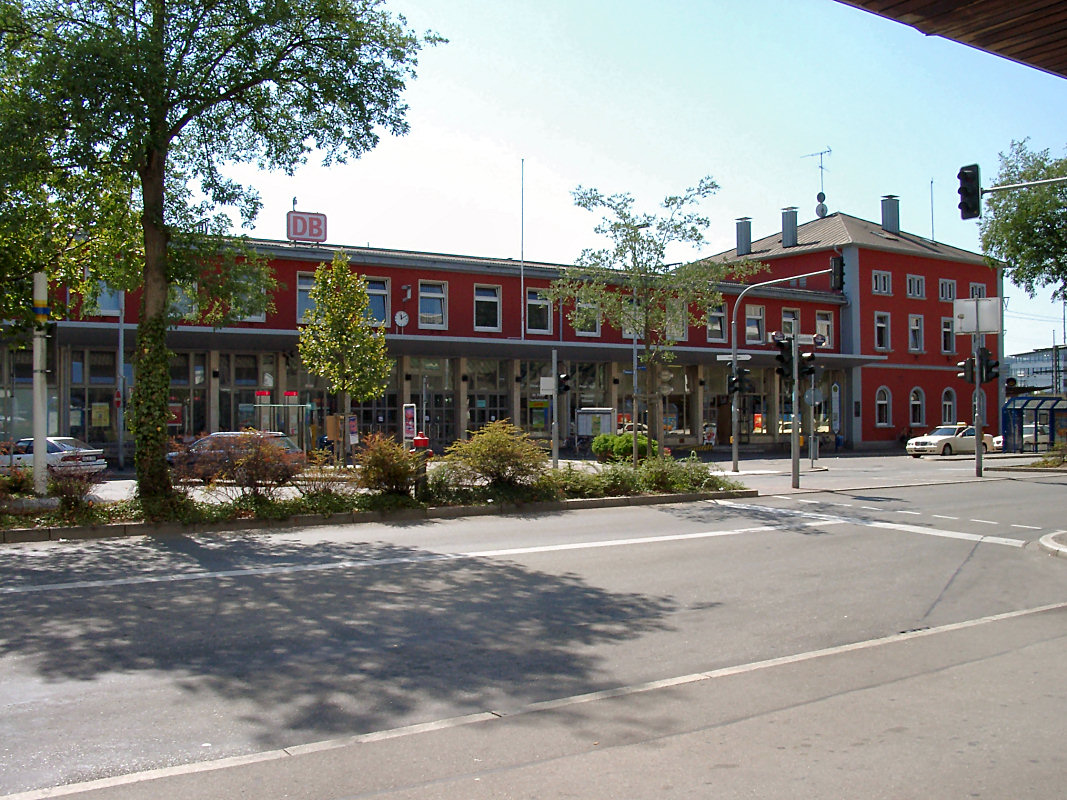
Station (2)
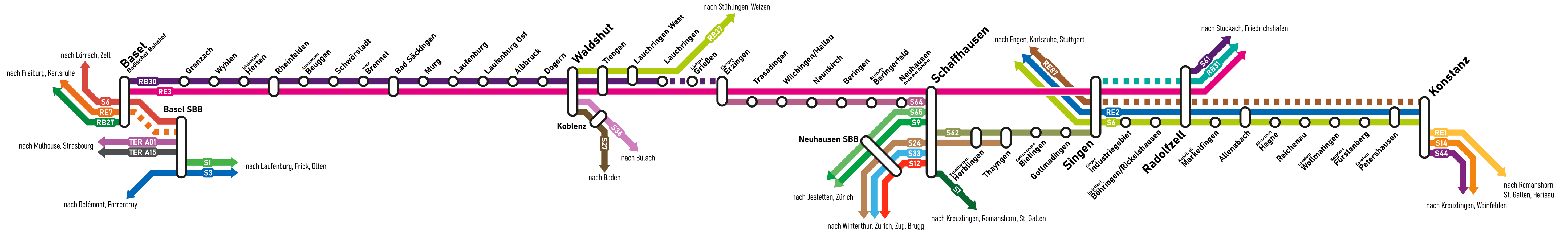
Treindiensten op de Hochrheinbahn
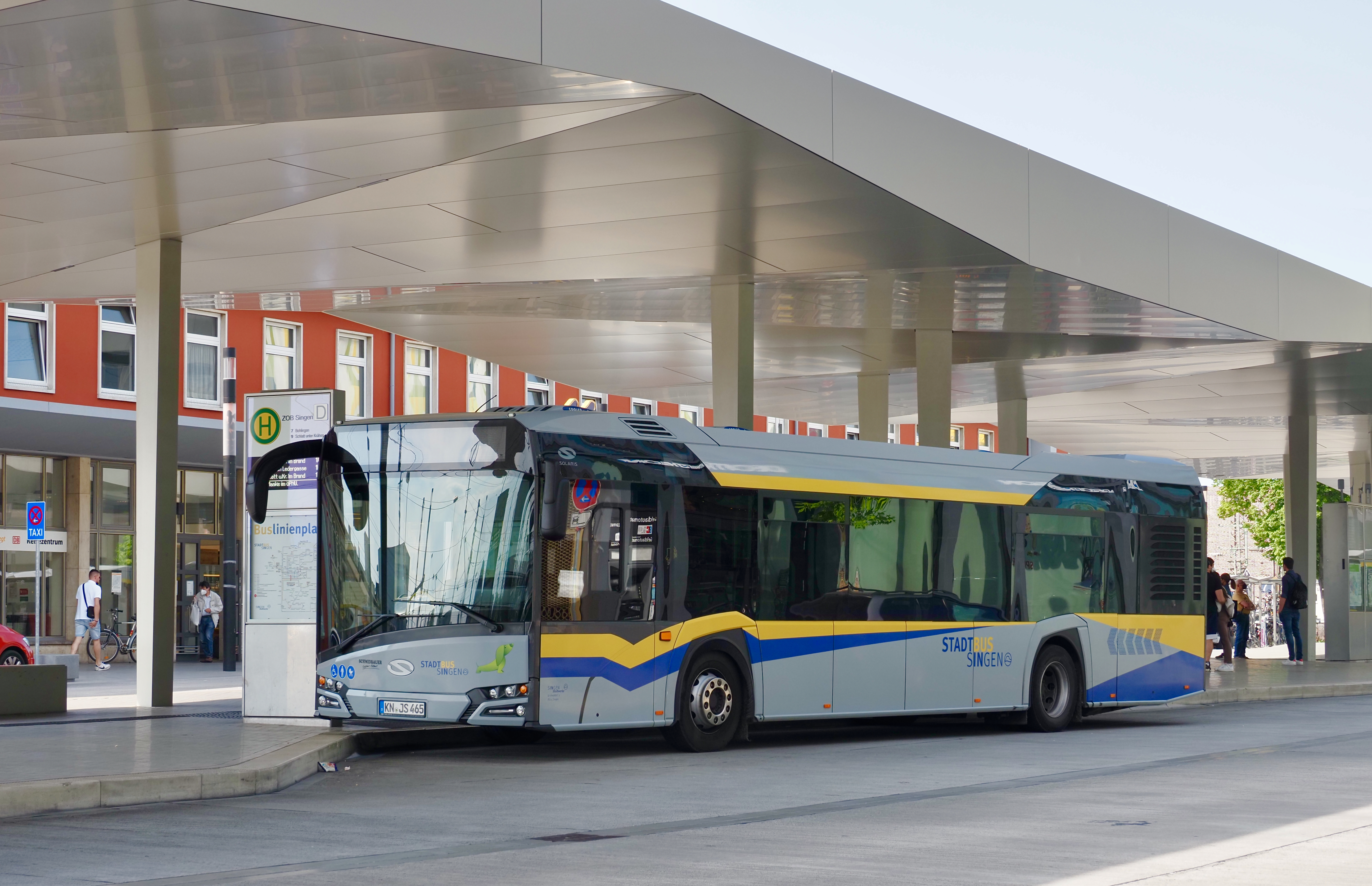
Busstation ZOB met stadsbus

Door Singen loopt de Bundesstraße 34. Iets ten westen van de stad takt daar de Bundesstraße 314 van af. Deze komt 2 km verder westwaarts uit op afrit 42 van de Autobahn A 81.
Niet ver ten noorden van Singen, bij stadsdeel Beuren an der Aach,  komt de Bundesstraße 33 uit op de Autobahn A 98. Deze twee wegen lopen daar samen met de A 81 op Knooppunt Hegau.
Station Singen, officieel: Bahnhof Singen (Hohentwiel),  is als spoorwegknooppunt in betekenis afgenomen, nadat enkele lokaalspoorlijnen, waaraan het station lag, zijn opgeheven.
Het station ligt aan de volgende spoorlijnen:
- spoorlijn Bazel - Konstanz of Hochrheinbahn, sinds 1863
- spoorlijn Offenburg - Singen of Schwarzwaldbahn, sinds 1873; bij slecht weer komt het relatief vaak voor, dat op deze lijn, die anno 2022 met achterstallig onderhoud kampte, geen treinen rijden
- spoorlijn Etzwilen - Singen, deels op Zwitsers grondgebied: alleen nog in gebruik als museumspoorlijn.

Vanaf het busstation van Singen, tegenover het treinstation, vertrekken talrijke stads- en streekbuslijnen.

## Economie

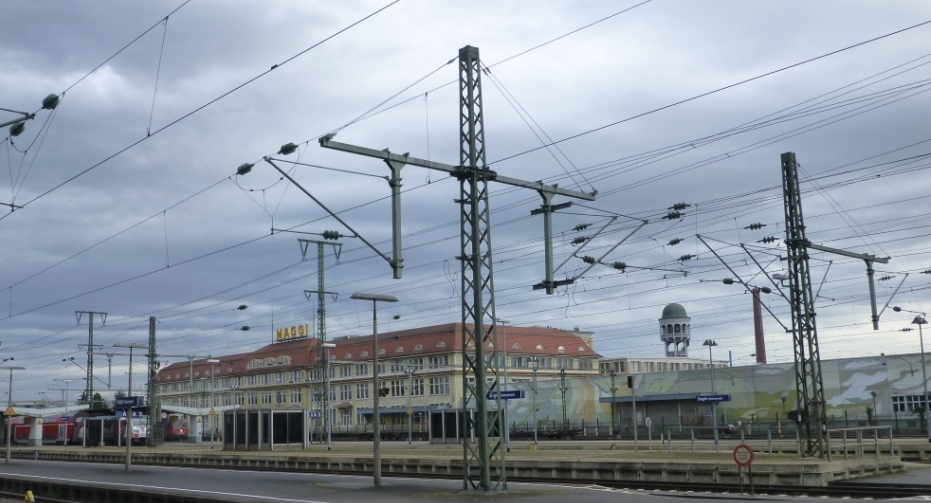
De Maggi-fabrieken bij het station
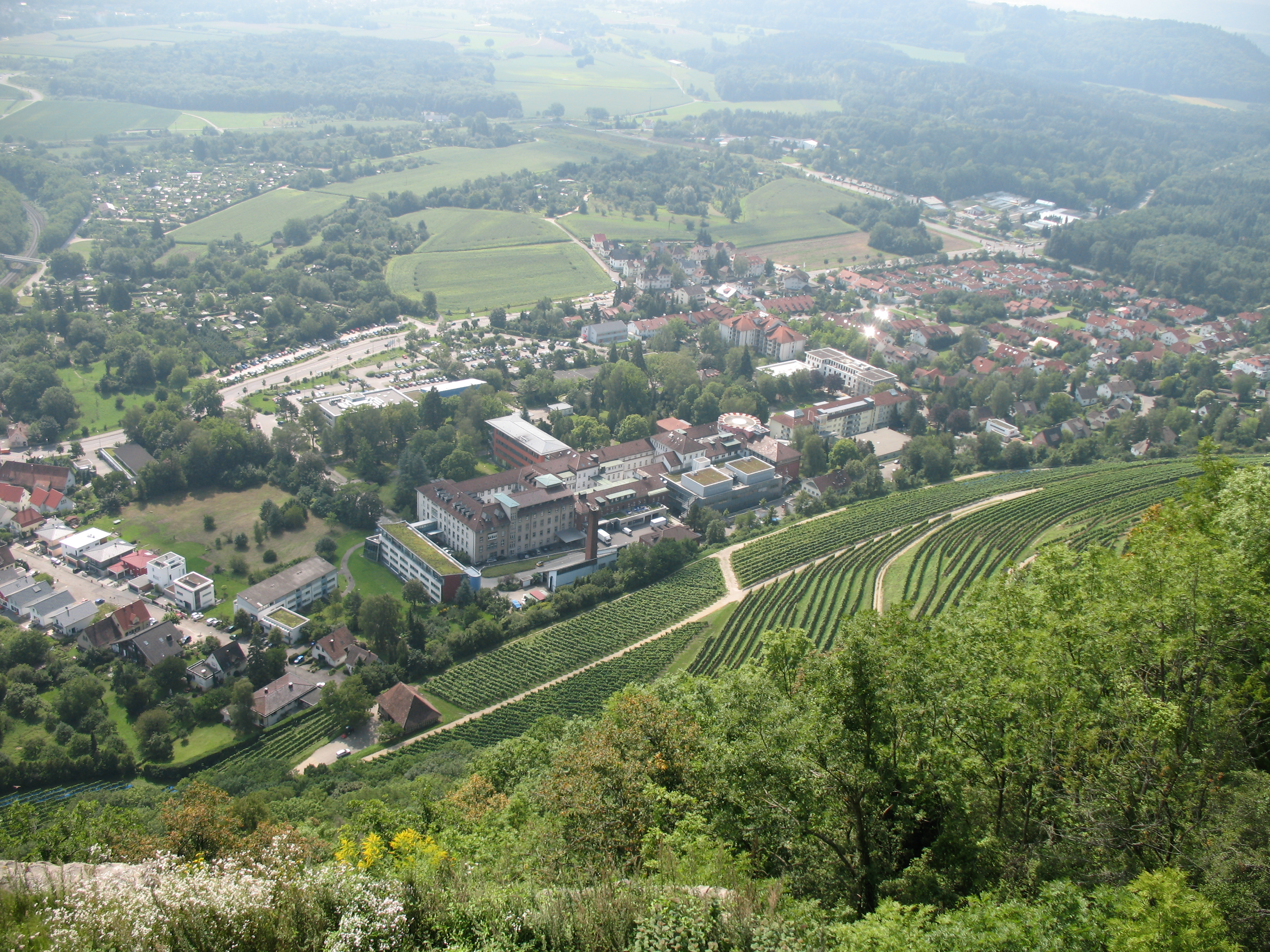
Ziekenhuis, gezien vanaf de Hohentwiel
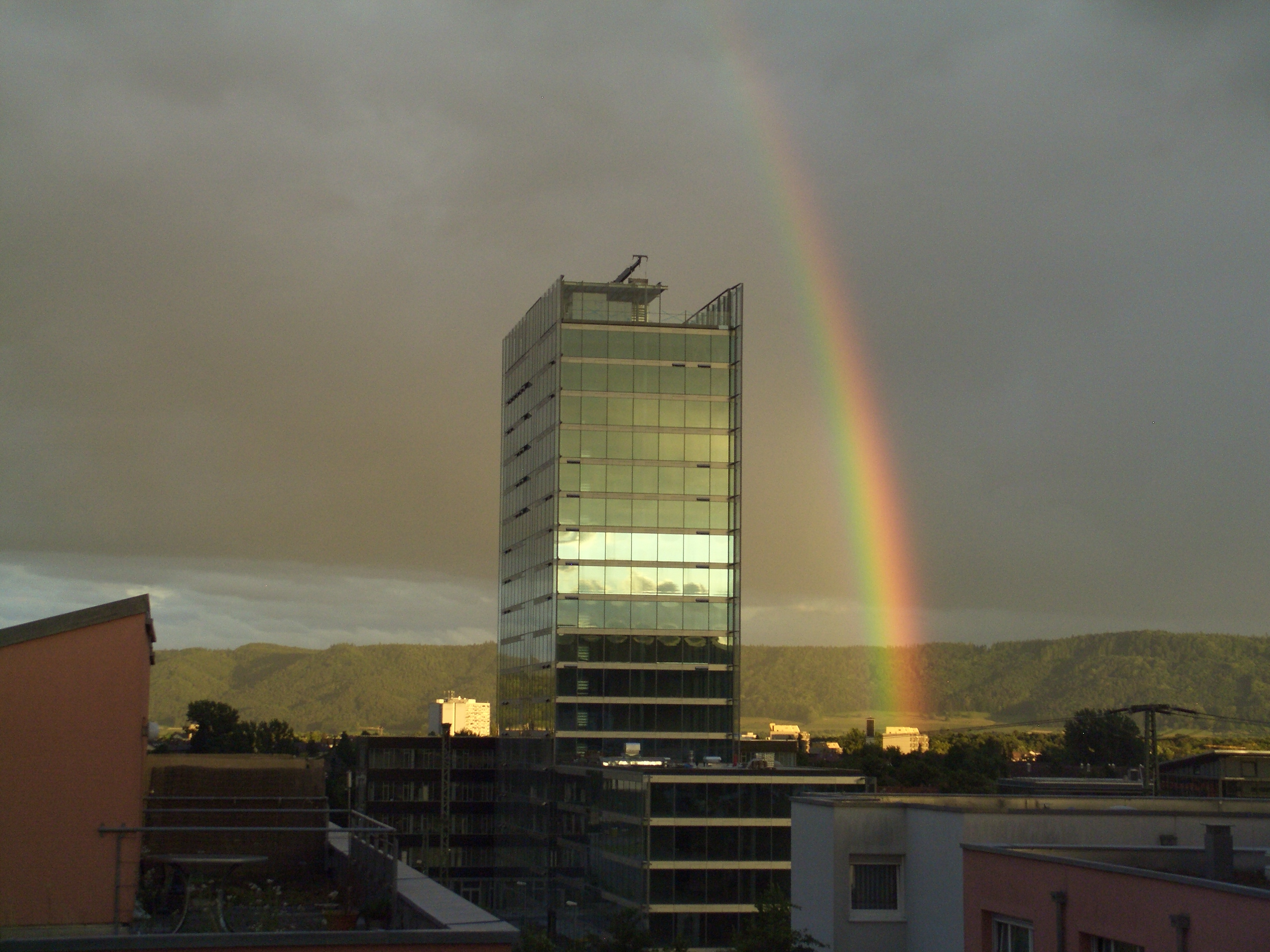
Hegau-Tower

Singen is vanouds een industriestad. Grote, in de stad gevestigde ondernemingen zijn met name:
- Een filiaal met productielocatie van Fondium, te Mettmann, tot 2018 genaamd: Georg Fischer AG, sinds 1895 gevestigd filiaal van een industieconcern uit Schaffhausen fabriek van met name auto-onderdelen, vooral gemaakt  van nodulair gietijzer en vroeger ook van o.a. pijpfittingen, ten dele van plastic.
- Maggi, sinds 1887 te Singen gevestigd, sinds 1947 behorend tot het Zwitserse Nestlé-concern, producente van voedingsmiddelen.
- Een fabriek van aluminiumfolie en aanverwante producten, na 2010 in drie bedrijven opgesplitst; één daarvan is een filiaal van  het Australische concern Amcor en één is een filiaal van Constellium uit Parijs, Frankrijk.
- Een fabriek van poeders en zalf, waar farmaceutische bedrijven dan werkzame geneeskrachtige stoffen aan toevoegen. Deze fabriek is een filiaal van Takeda in Tokio, Japan.

In Singen staat een belangrijk douanekantoor, waar duizend ambtenaren werken. 
Een groot dienstverlenend bedrijf te Singen, op het gebied van Facilitair management en schoonmaak, is Zehnacker-Gruppe, een dochteronderneming van het Franse concern Sodexo. 
In de stad staat sinds 2008 de 67,5 meter hoge torenflat Hegau-Tower, het hoogste gebouw van Singen. Het uit 18 verdiepingen bestaande pand werd ontworpen door de bekende architect Helmut Jahn. In het gebouw is een  hotel gevestigd.  Verder is het in gebruik als kantoorruimte. 
Voorts heeft de stad een groot ziekenhuis, waarvan soortgelijke instellingen te Engen, Radolfzell en Stühlingen organisatorisch gezien afdelingen zijn (totaal personeelsbestand in 2020: 3.400 mensen). Gecompliceerde gevallen, waarmee de medici hier worden geconfronteerd, worden zo veel mogelijk in Singen behandeld, de eenvoudigere operaties en behandelingen verricht men in de andere drie (kleinere) ziekenhuizen.
In de gemeente wordt enige wijnbouw bedreven, met name op de Hohentwiel-hellingen. Het toerisme is van weinig betekenis.

## Geschiedenis

### Wie regeerde over Singen?
- van 1275-1465 Landgraafschap Nellenburg
- van 1465-1805 Aartshertogdom Oostenrijk (met het Landgraafschap Nellenburg als vazalstaat)
- na een kort Württembergs intermezzo, van 1806-1871 het Groothertogdom Baden
- van 1871-1918 het Duitse Keizerrijk
- van 1918-1933 de Republiek van Weimar
- van 1933-1945 Nazi-Duitsland
- van 1945-1949 Franse bezettingszone
- van 1949 af de Bondsrepubliek Duitsland.

### Tot circa 1860
Archeologen vonden bij Singen in 1950 een grafveld met 95 graven uit de vroege Bronstijd. Ze zijn gedateerd op tussen 2300 en 2100 v. Chr., en worden gelinkt aan de Úněticecultuur.
In de omgeving van Singen zijn verder sporen van bewoning door Kelten, en in de eerste 6 eeuwen van de jaartelling ook Alemannen gevonden. Veel archeologische vondsten zijn te zien in het Archeologische Museum in het kasteeltje Oberes Schloss in Singen.  
Vanaf de 8e eeuw ontstonden in deze streek talrijke kastelen en kerkjes, en, daaromheen, vele boerendorpjes.
Omstreeks 915 kwam een burcht gereed op de top van de berg Hohentwiel, direct ten westen van het huidige Singen, die op de geschiedenis van deze streek zijn stempel heeft gedrukt. Talrijke adellijke families hebben, als vazal van wisselende landsheren, de streek vanuit dit kasteel geregeerd. Onder hen was o.a. Burchard III van Zwaben, hertog van Zwaben, die er vanaf 970 resideerde, en die in dat jaar op de Hohentwiel het klooster liet stichten, dat in 1005 naar Stein am Rhein verhuisde. Hij werd in 973 opgevolgd door zijn weduwe Hadwig. Vaak had de Hohentwiel een andere landheer dan het aangrenzende gebied; zo had de protestantse hertog van Württemberg, Ulrich van Württemberg, de vesting in het begin van de 16e eeuw enige tijd in zijn bezit; hij en zijn opvolger, zijn zoon Christoffel, gaven ook opdracht tot de bouw van een nieuw kasteel. Vanaf deze tijd (ca. 1520-1550) tot aan de Napoleontische tijd was de vesting een Württembergse enclave in Oostenrijk, die vanaf 1655 als staatsgevangenis diende. Vanaf 1849 lag de Hohentwiel in de gemeente Tuttlingen, vanaf 1969 pas in de gemeente Singen.
Deze gehele streek stond in de middeleeuwen onder sterke culturele invloed van de Abdij van Reichenau en vooral de Abdij van Sankt Gallen, zodanig dat de beer, het wapendier van de abdij en de gelijknamige Zwitserse stad, in het stadswapen van Singen werd overgenomen. De Oostenrijkse opperheerschappij droeg er wezenlijk toe bij, dat het gebied door de Reformatie in de eerste helft van de 16e eeuw niet sterk beïnvloed werd. Bijna alle christenen in de huidige gemeente Singen waren in de periode tot circa 1900 rooms-katholiek, en de meeste kerkgebouwen in Singen en omgeving zijn dat nog steeds.
In de Dertigjarige Oorlog van 1618 tot 1648 had het gebied veel te lijden door oorlogsgeweld en epidemieën van besmettelijke ziektes. De burcht op de Hohentwiel doorstond in deze periode echter vijf belegeringen. In de Napoleontische tijd, in 1800 en 1801, veroverde Frankrijk het gebied, en toen pas werd de vesting op de Hohentwiel overgegeven en grotendeels geslecht.

### Vanaf circa 1860
Singen, tot dan toe een even onbelangrijk boerendorp als de omliggende plaatsjes, dankt zijn ontwikkeling vooral aan het feit, dat het in 1863 aansluiting verkreeg aan het spoorwegnet. Dit was voor een aantal industriële ondernemingen aanleiding, zich in dit dorp te vestigen. Reeds in 1834 had in het direct ten zuiden van Singen gelegen Arlen een grote textielfabriek haar poorten geopend. In 1899 verleende de regering van het Groothertogdom Baden aan Singen stadsrechten.
Gedurende de nazi-tijd (1933-1945) werden in verscheidene fabrieken te Singen honderden dwangarbeiders ingezet, ten dele gevangenen uit concentratiekampen. Deze mensen moesten hier vaak lange, zware werkdagen maken onder mensonterende omstandigheden en onder dreiging van geallieerde luchtaanvallen, en velen overleefden de dwangarbeid te Singen dan ook niet.
Tijdens het laatste jaar van de Tweede Wereldoorlog werd de industriestad en spoorweg-hub Singen vanaf oktober 1944 verscheidene malen door geallieerde vliegtuigen gebombardeerd. Daarbij werd Singen gedeeltelijk verwoest, en er vielen honderden doden, ook burgers.
Op 3 mei 1977 vond in Singen na een wilde achtervolging en een schietpartij de arrestatie plaats van twee leden van de terroristische organisatie Rote Armee Fraktion, Günter Sonnenberg en Verena Becker.

## Bezienswaardigheden
De stad zelf is niet rijk aan historische, monumentale gebouwen. De voornaamste bezienswaardigheden in de gemeente zijn:
- de burchtruïnes (en het uitzicht) op de nabij Singen gelegen heuvel Hohentwiel, die ten dele, vanwege de zeer gevarieerde flora en insecten- en vogelwereld, een natuurreservaat is.  Voor een zeer uitvoerige beschrijving hiervan raadplege men op de Duitstalige Wikipedia het artikel Festung Hohentwiel.
- De drie voornaamste musea van Singen zijn:
  - het sinds 1951 bestaande Archeologische Hegau-Museum is een regionaal archeologische museum met een rijke collectie, gevestigd in een in 1810 gebouwd kasteeltje (Oberes Schloss)
  - het in 2014 heropende Kunstmuseum aan de Ekkehardstraße, met vooral beeldende kunst van na circa 1880. Het museum werkt samen met de  gemeente  om kunst in de openbare ruimte  van de hand van bekende beeldhouwers naar Singen  te halen, niet zonder succes.
  - het in een opvallend bouwkundig concept gerealiseerde MAC Museum Art & Cars, dat aan de B 34 staat, dichtbij de Scheffelbrücke over de Radolfzeller Aach, en de spoorlijn, toont in de gebouwen MAC 1 (geopend in 2013) en MAC 2 (geopend in 2019) een combinatie van hedendaagse beeldende kunst uit allerlei disciplines enerzijds en klassieke auto's, oldtimers en race-auto's anderzijds.
- jaarlijks wordt, eind juli, sinds 1969 in Singen het jazzfestival Hohentwiel-Festival gehouden, waar in het verleden vaak artiesten van mondiaal topniveau hebben opgetreden. In de laatste jaren zijn er in het kader van dit festival ook pop- en rockbands te beluisteren.
- In Singen wordt jaarlijks uitbundig carnaval gevierd, volgens de Zuid-Duitse, Alemannische traditie.

## Afbeeldingen

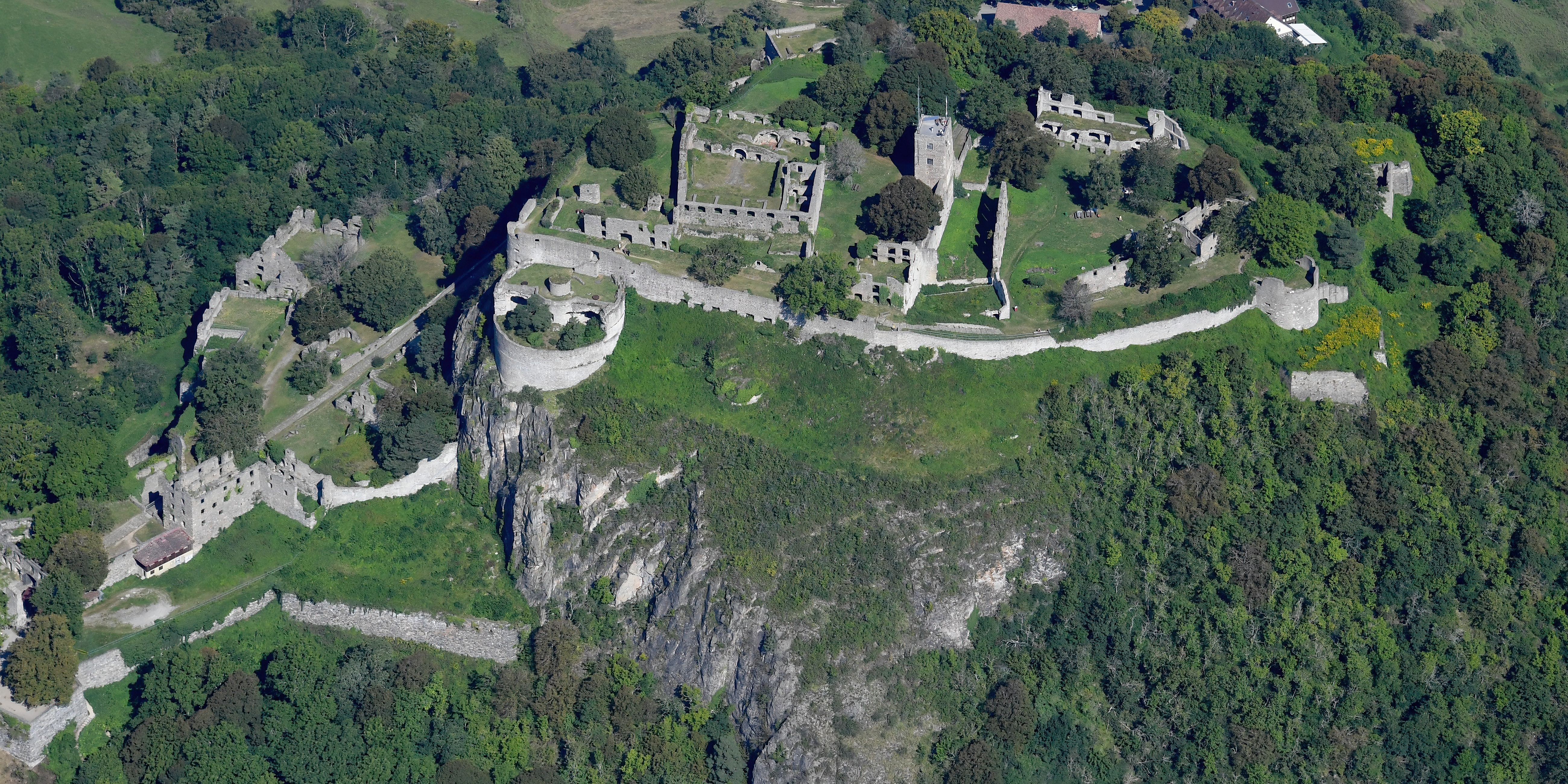
Luchtfoto burchtruïnes Hohentwiel
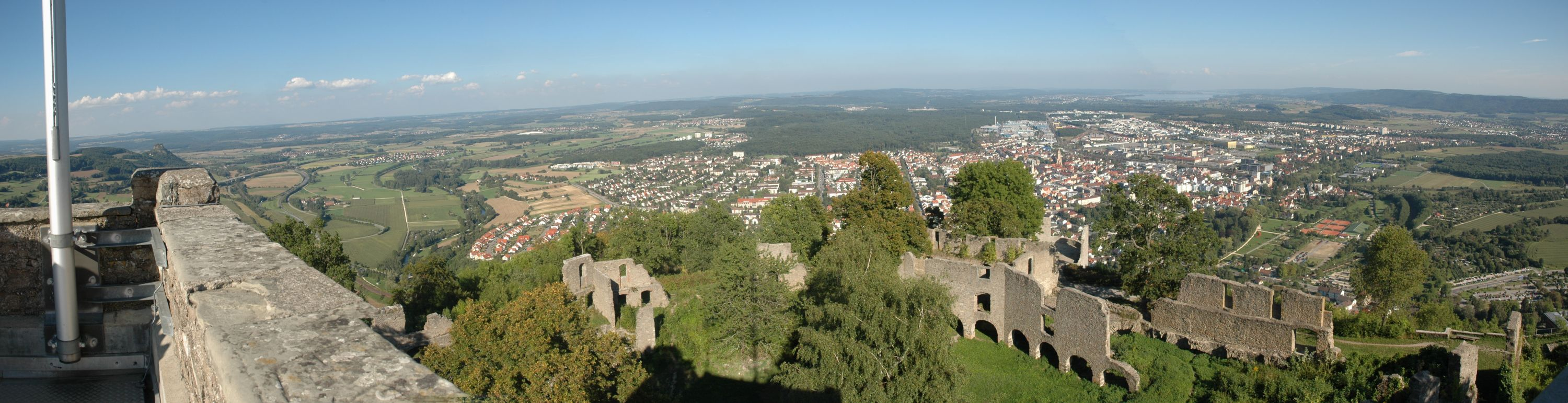
Gezicht op de stad vanaf de Hohentwiel (1)
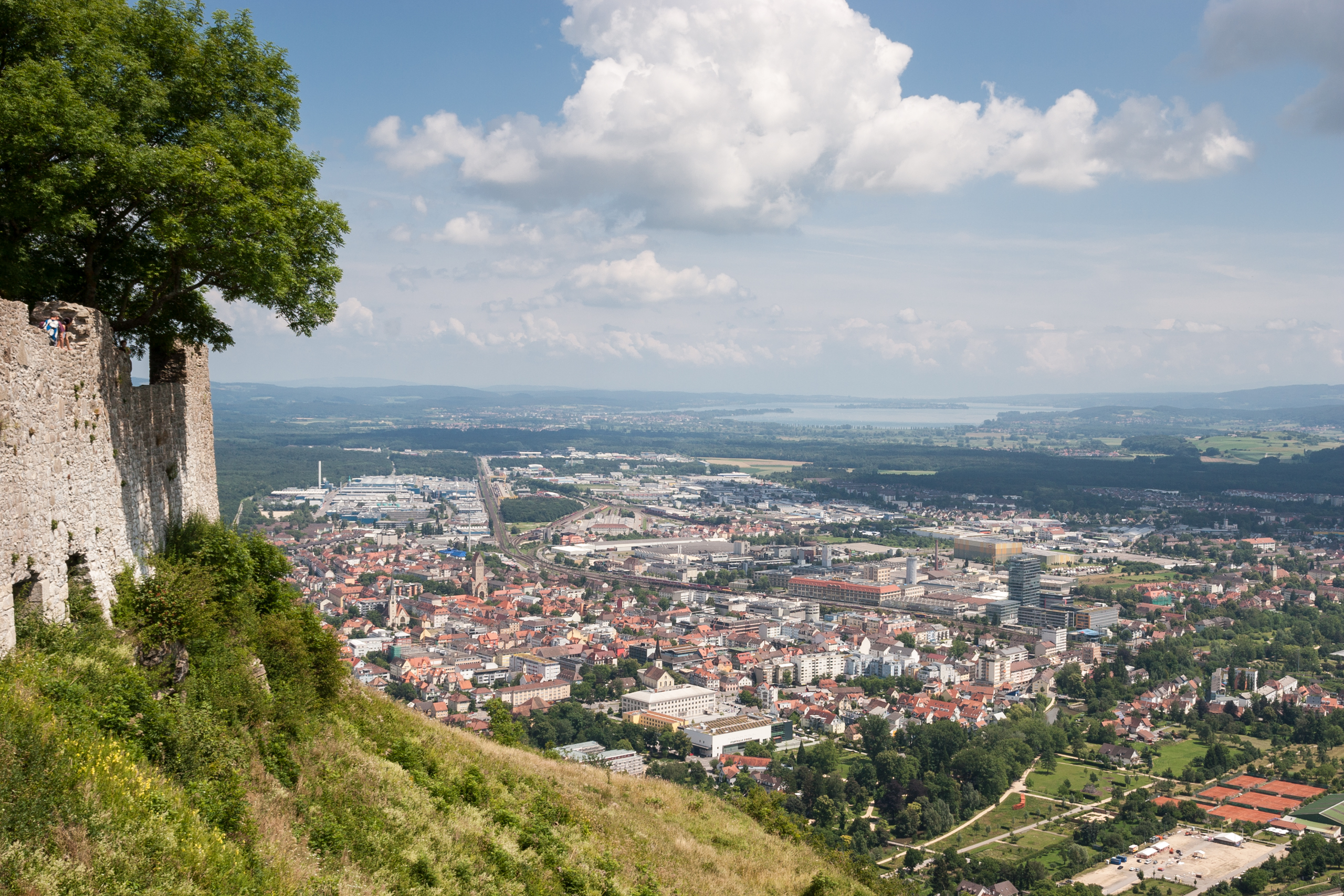
Gezicht op de stad vanaf de Hohentwiel (2)
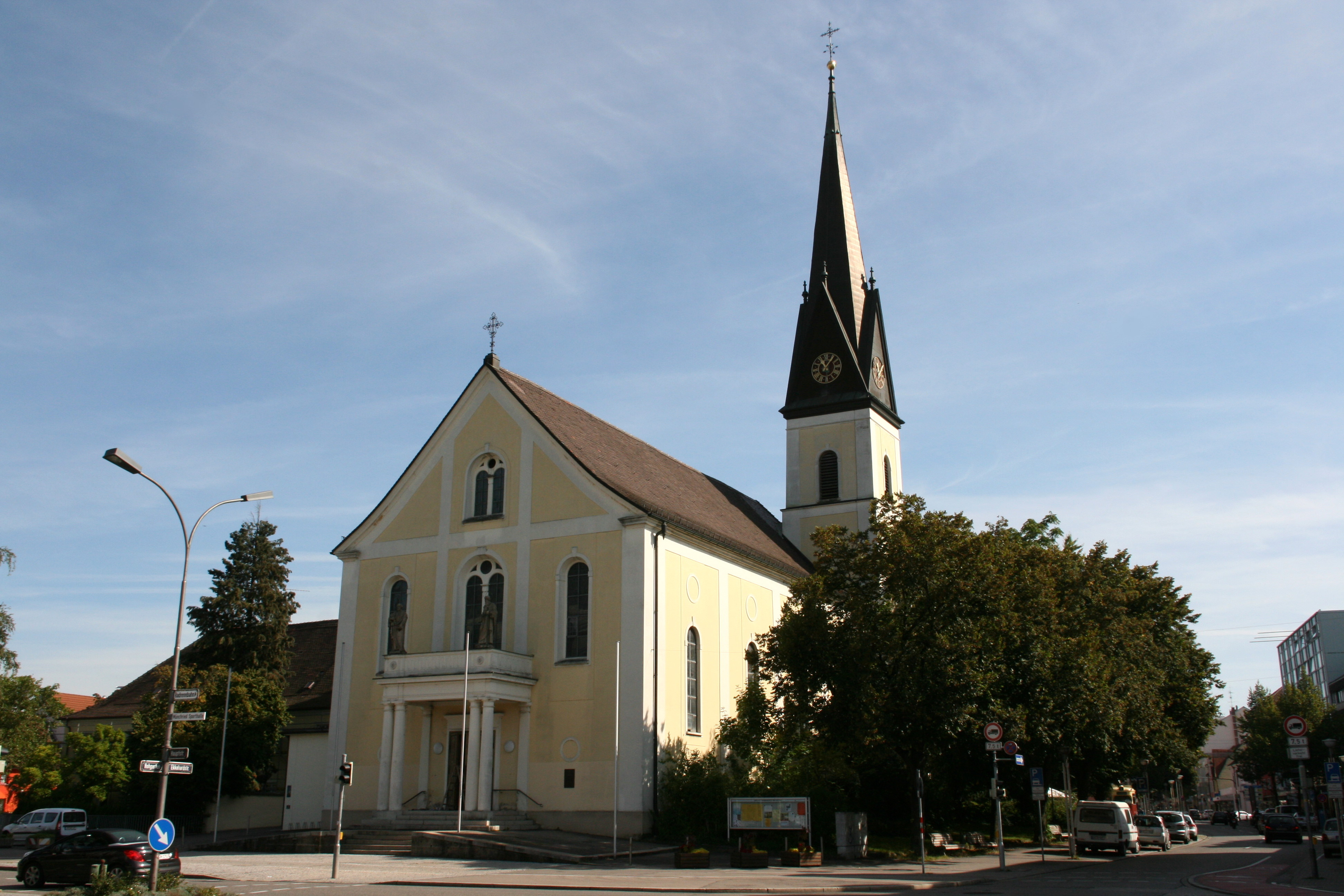
St. Petrus- en Pauluskerk (1781) te Singen
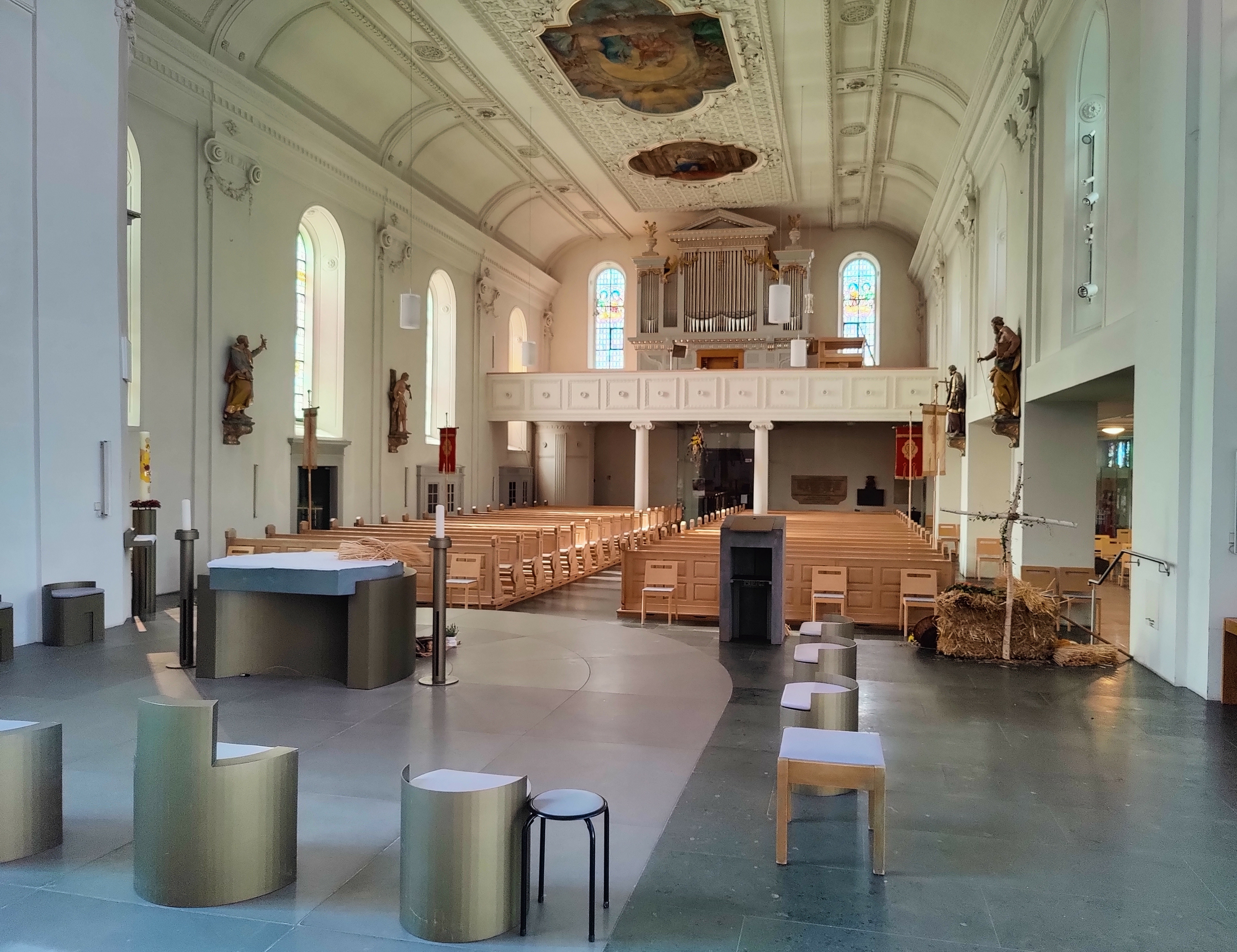
Interieur van dit kerkgebouw
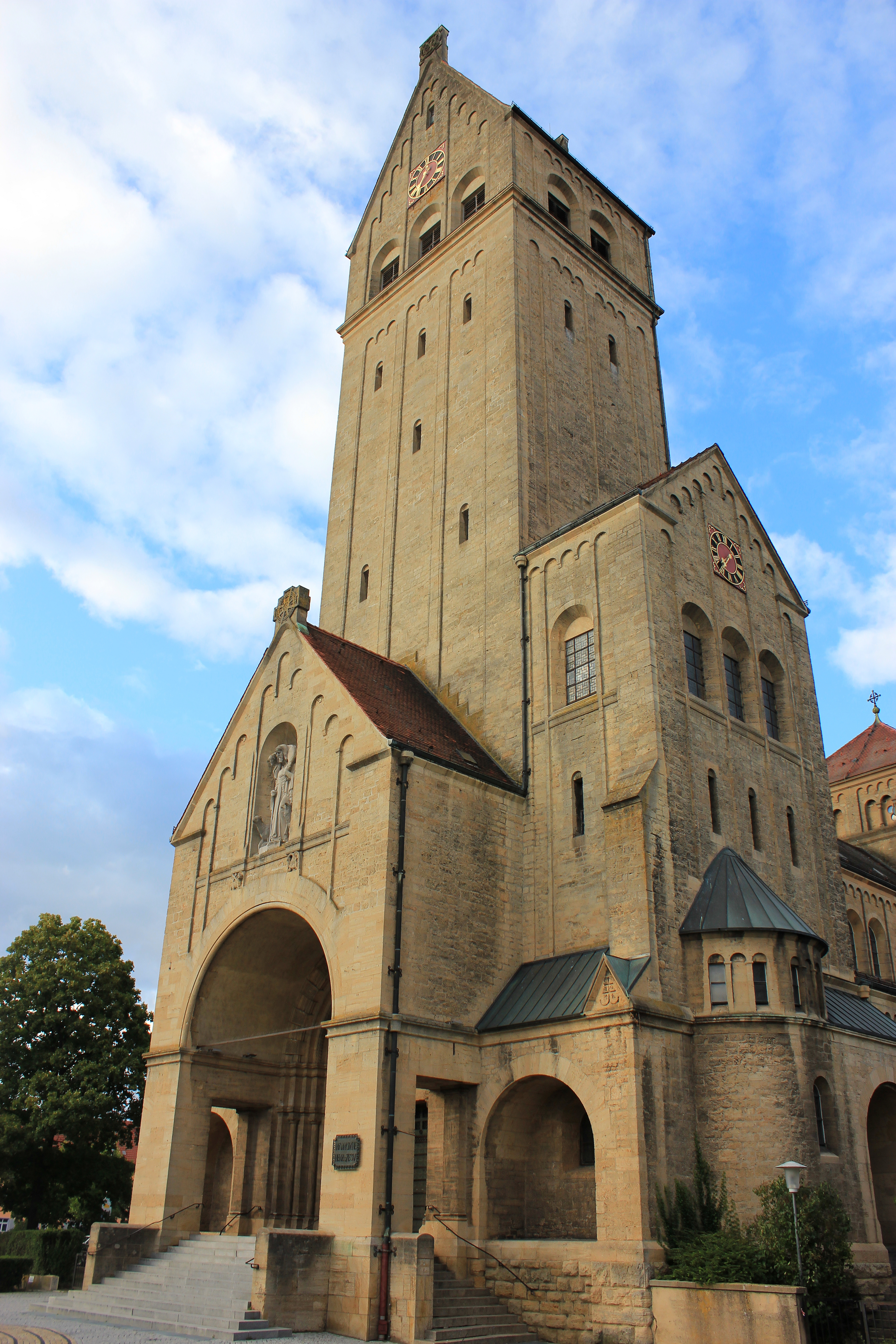
R.K. Heilig-Hartkerk (1911)
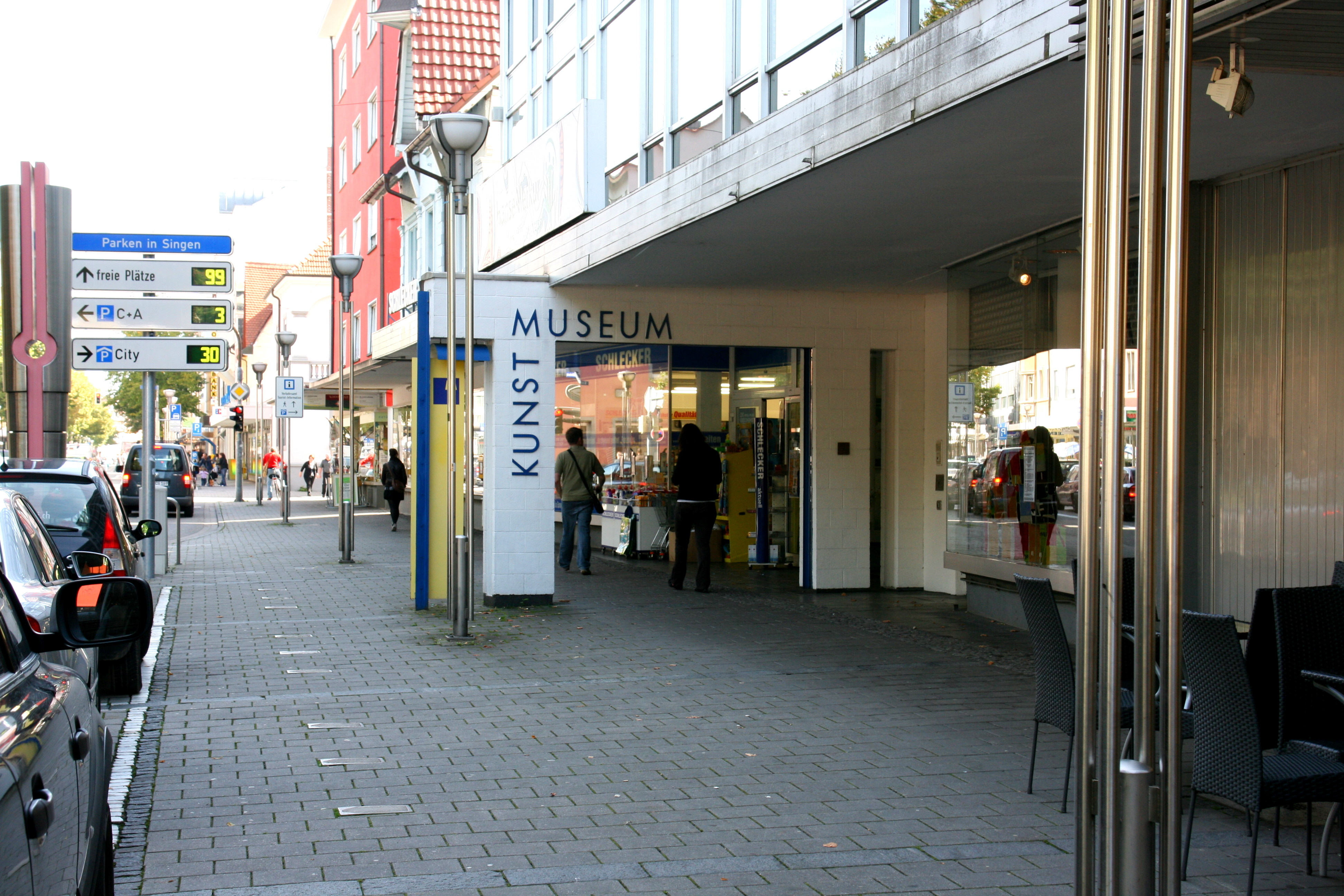
Kunstmuseum Singen
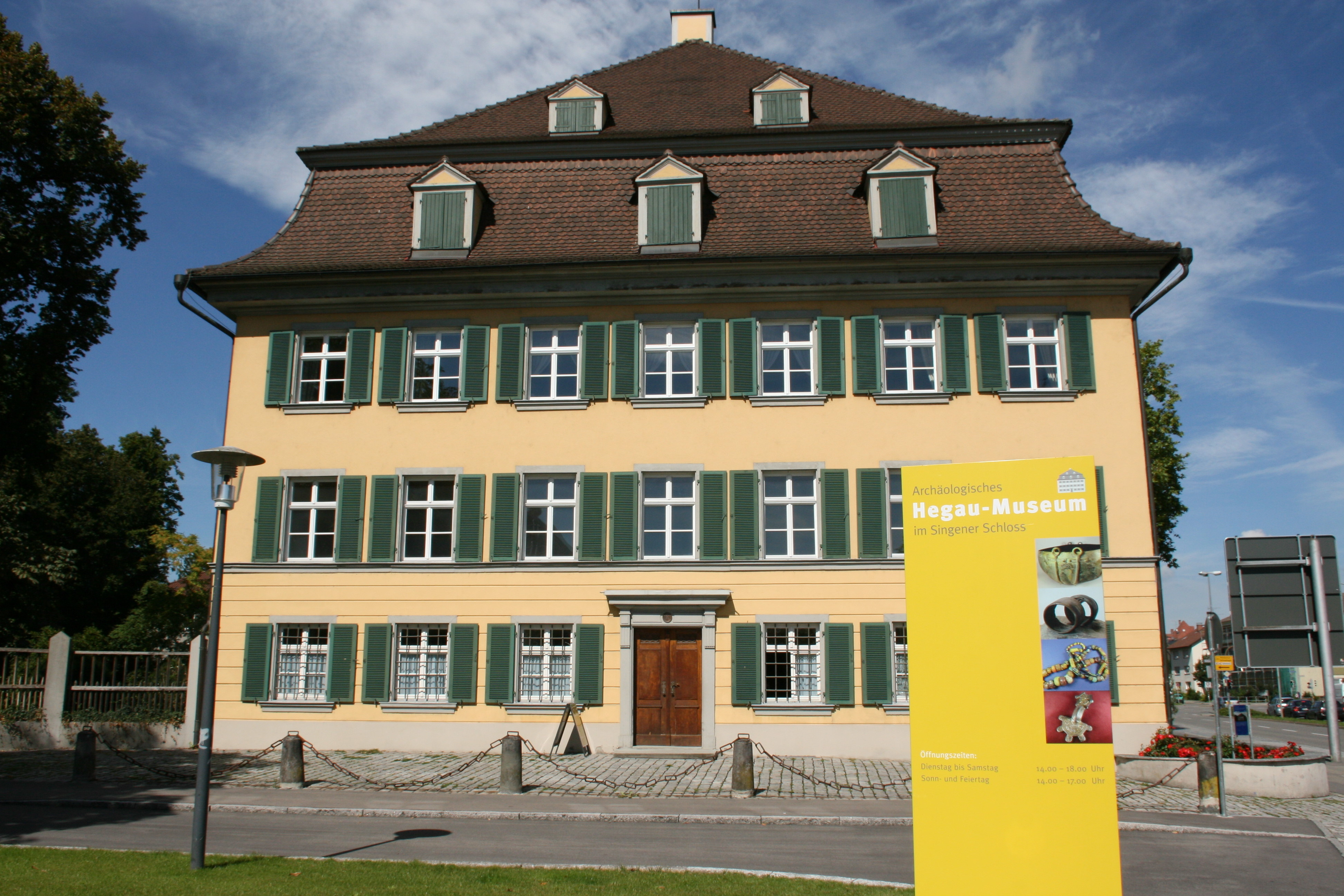
Archeologisch museum in het Schloss Singen
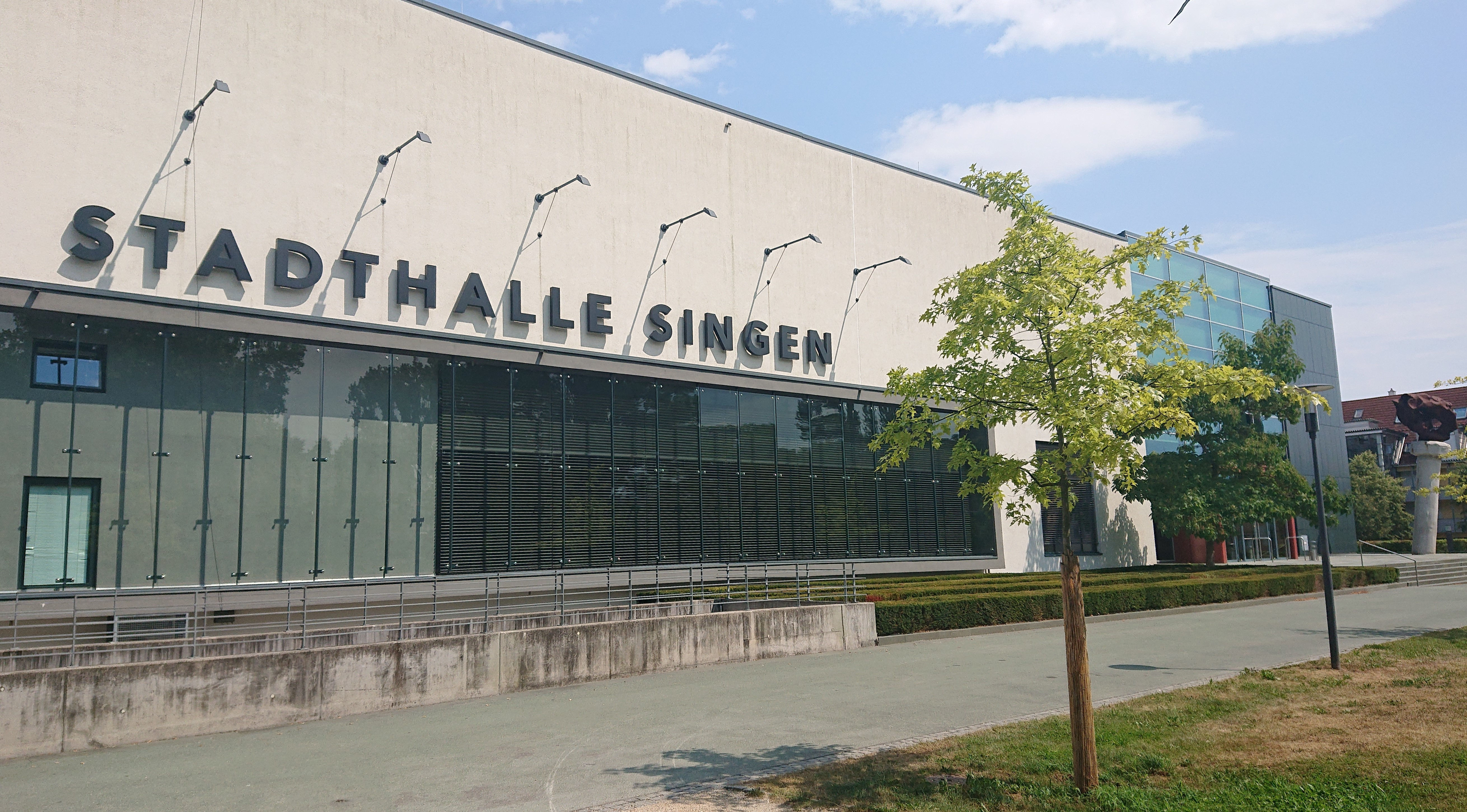
Evenementenhal Stadthalle (2007)
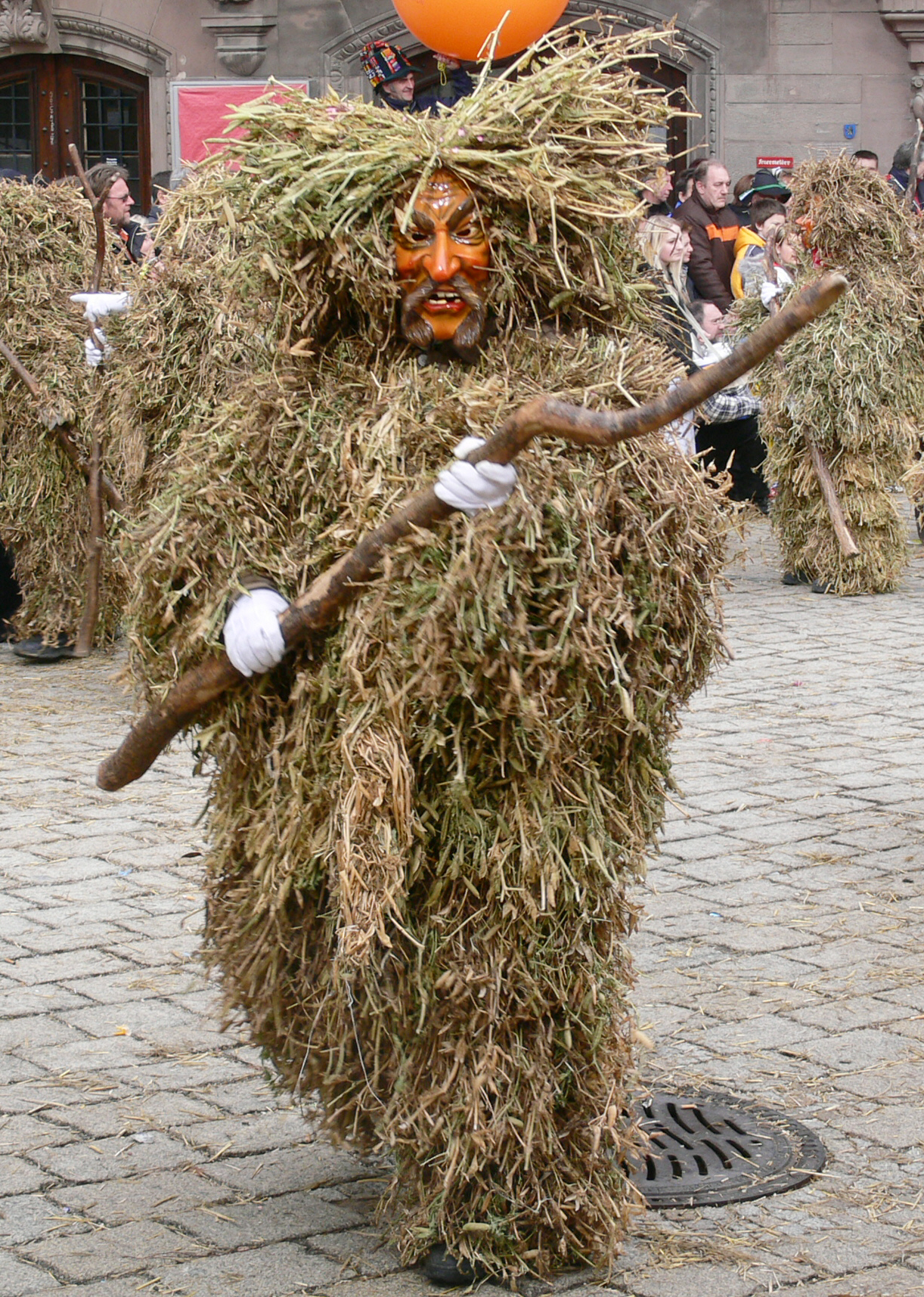
Carnavalsfiguur Hooriger Bär (2006)
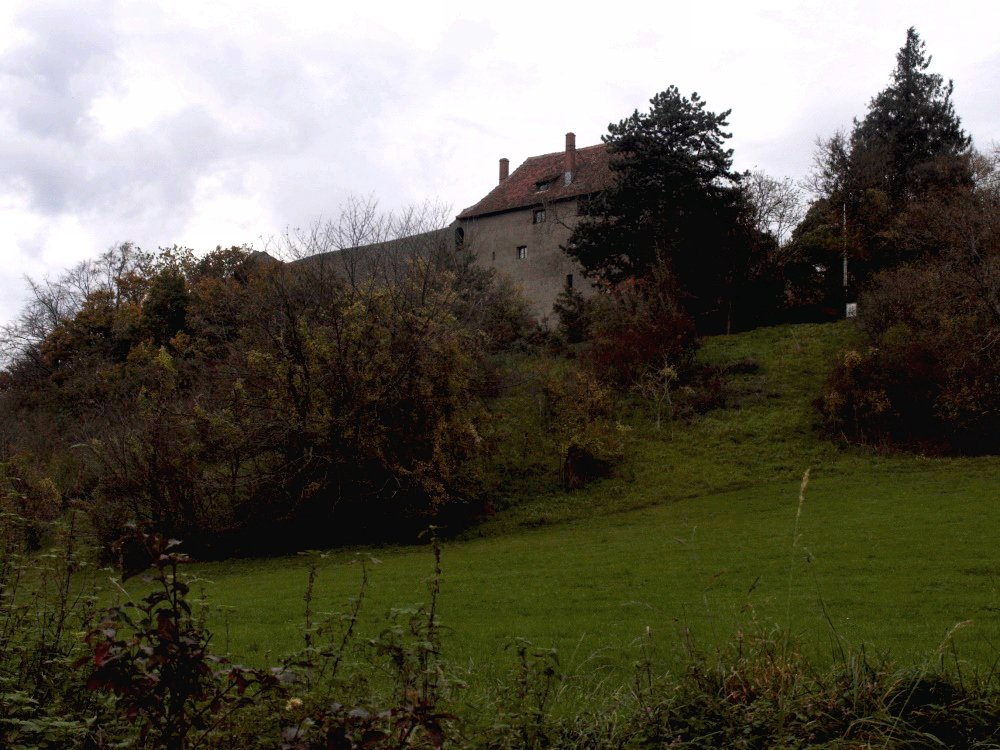
Kasteeltje bij Friedingen
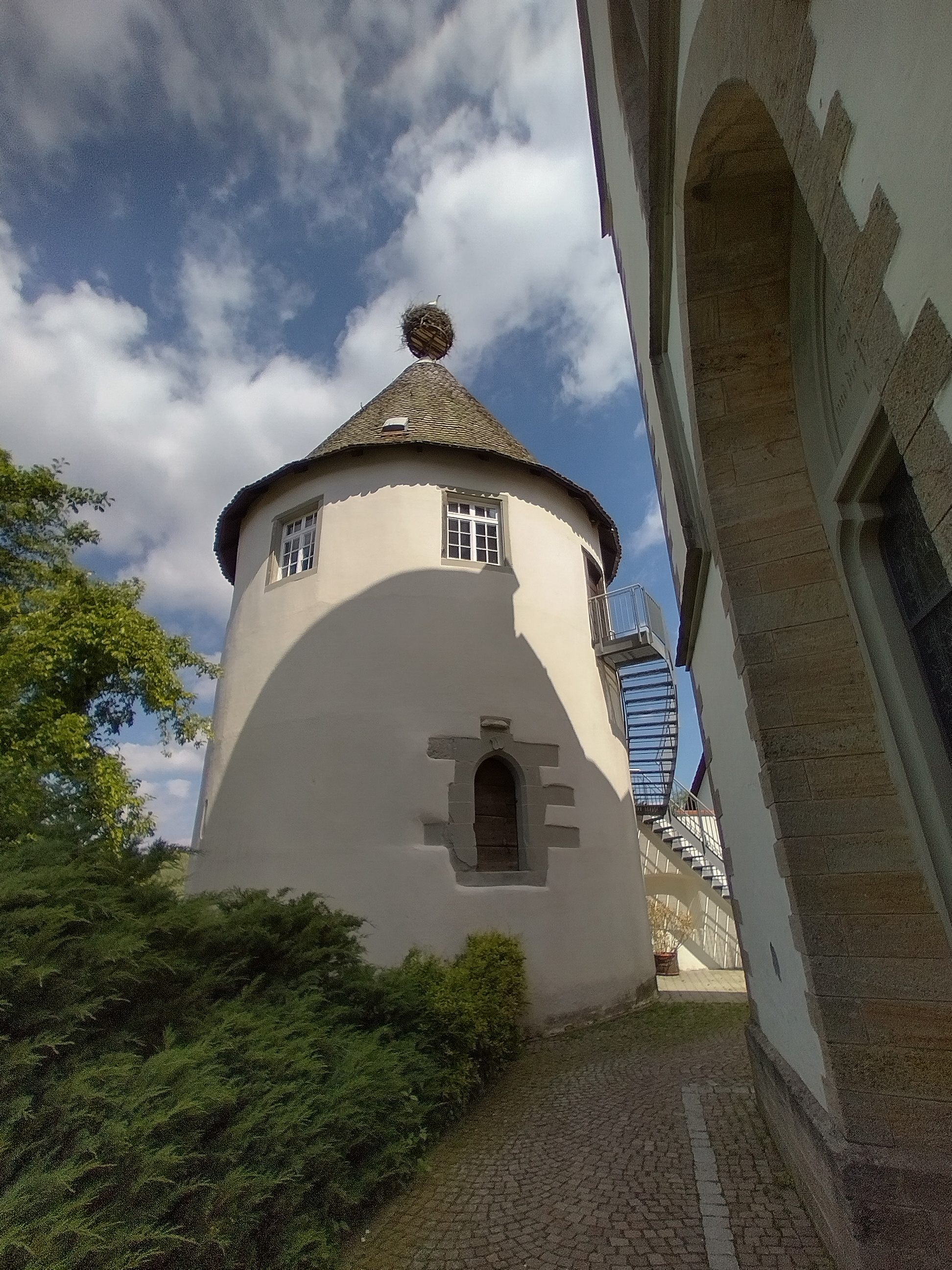
Bohlingen, ronde toren van een voormalig kasteel
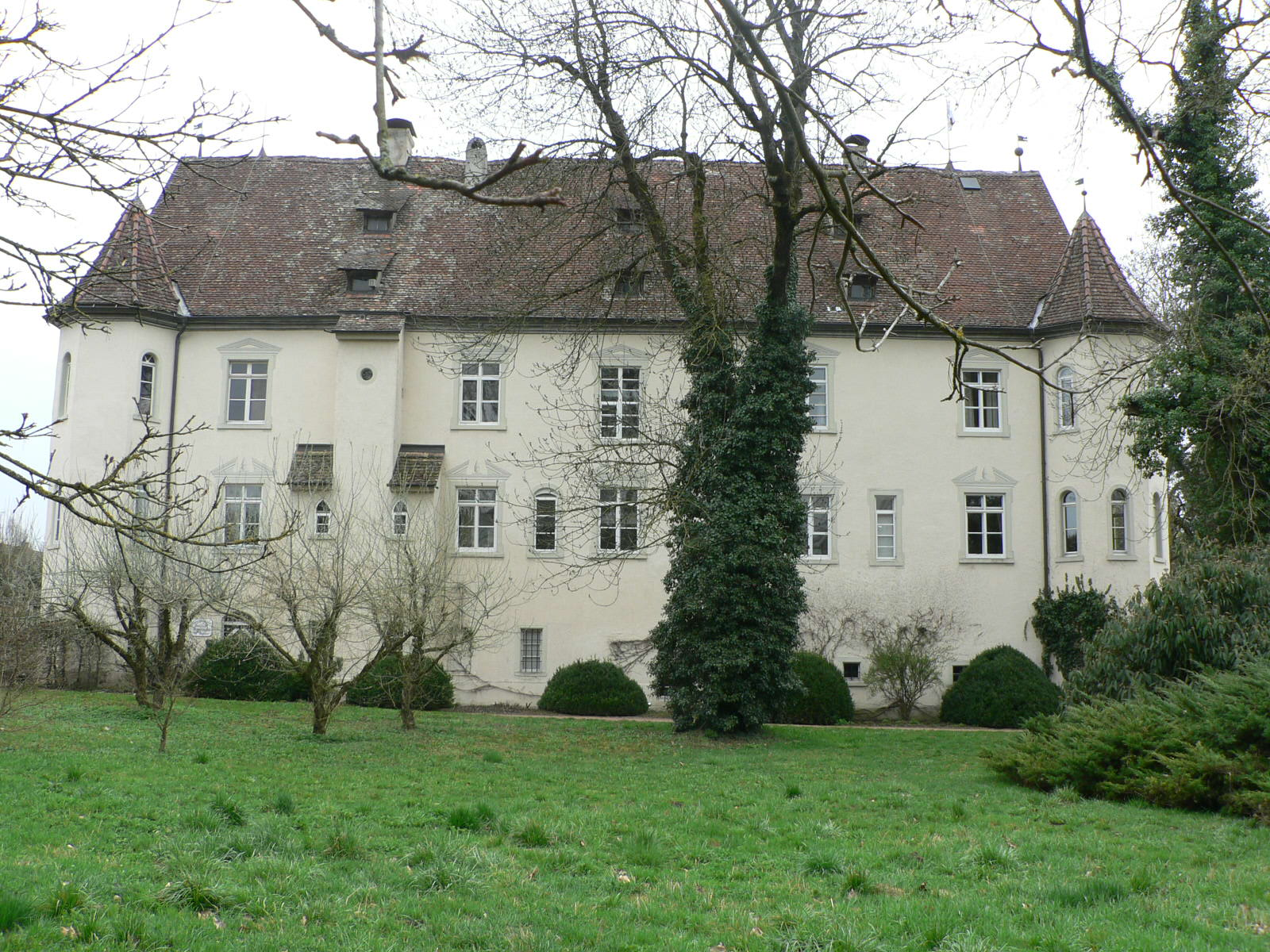
Kasteel te Schlatt unter Krähen (1598)

## Partnersteden
- La Ciotat, Frankrijk (sinds 1968)
- Pomezia, Italië (sinds 1974)
- Celje, Slovenië (sinds 1989)
- Kobeljaky, Oekraïne (Oekraïens: Кобеляки), in de Oblast Poltava, (sinds 1993)

## Belangrijke personen in relatie tot de gemeente

### Geboren te Singen
- Herta Bamert (1909-1996), Zwitserse danseres en balletlerares
- Knut Folkerts (1952), lid van de Rote Armee Fraktion
- Klaus Tafelmeier, (1958), voormalig atleet
- Beatrix Ruf (1960), museumdirecteur
- Cédric Soares (1991), Duits-Portugees profvoetballer, zoon van Portugese gastarbeiders,  keerde als kleine jongen terug naar Portugal

### Overigen

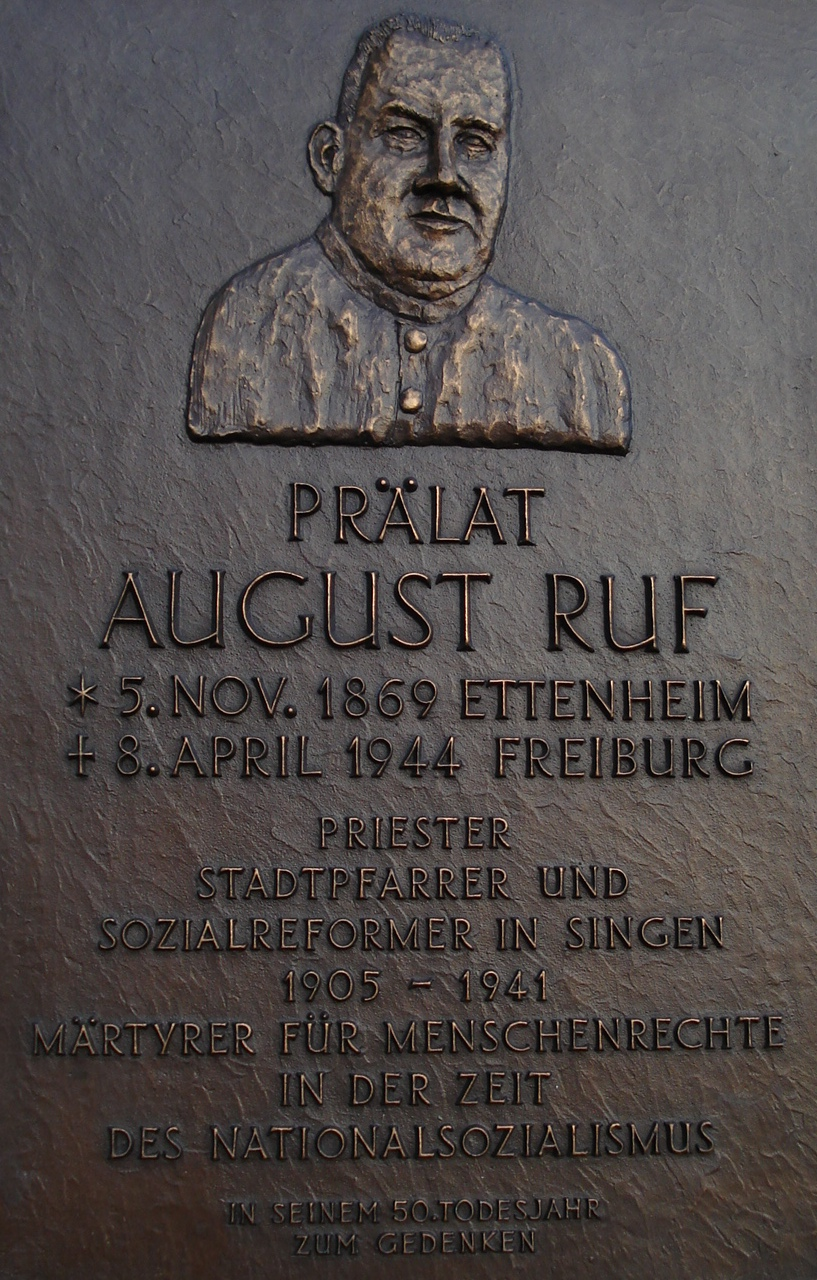
Gedenkplaquette August Ruf in de Sint Petrus- en Pauluskerk te Singen

- August Ruf (1869-1944), rooms-katholiek geestelijke, van 1905-1941 te Singen werkzaam, fel tegenstander, en uiteindelijk slachtoffer van het nationaal-socialisme[7]. Naar hem zijn te Singen een straat en te Ettenheim een school genoemd.
- Otto Dix (1891-1969, overleden te Singen), beeldend kunstenaar; werk van zijn hand, vooral uit de naoorlogse periode, is o.a. in het Kunstmuseum Singen te zien. In het in 1960 voltooide stadhuis van Singen heeft Otto Dix twee fresco's vervaardigd. Eén ervan, in de trouwzaal, draagt de naam Het paradijs, en het andere, in de raadszaal, is genaamd Oorlog en vrede.

## Trivia

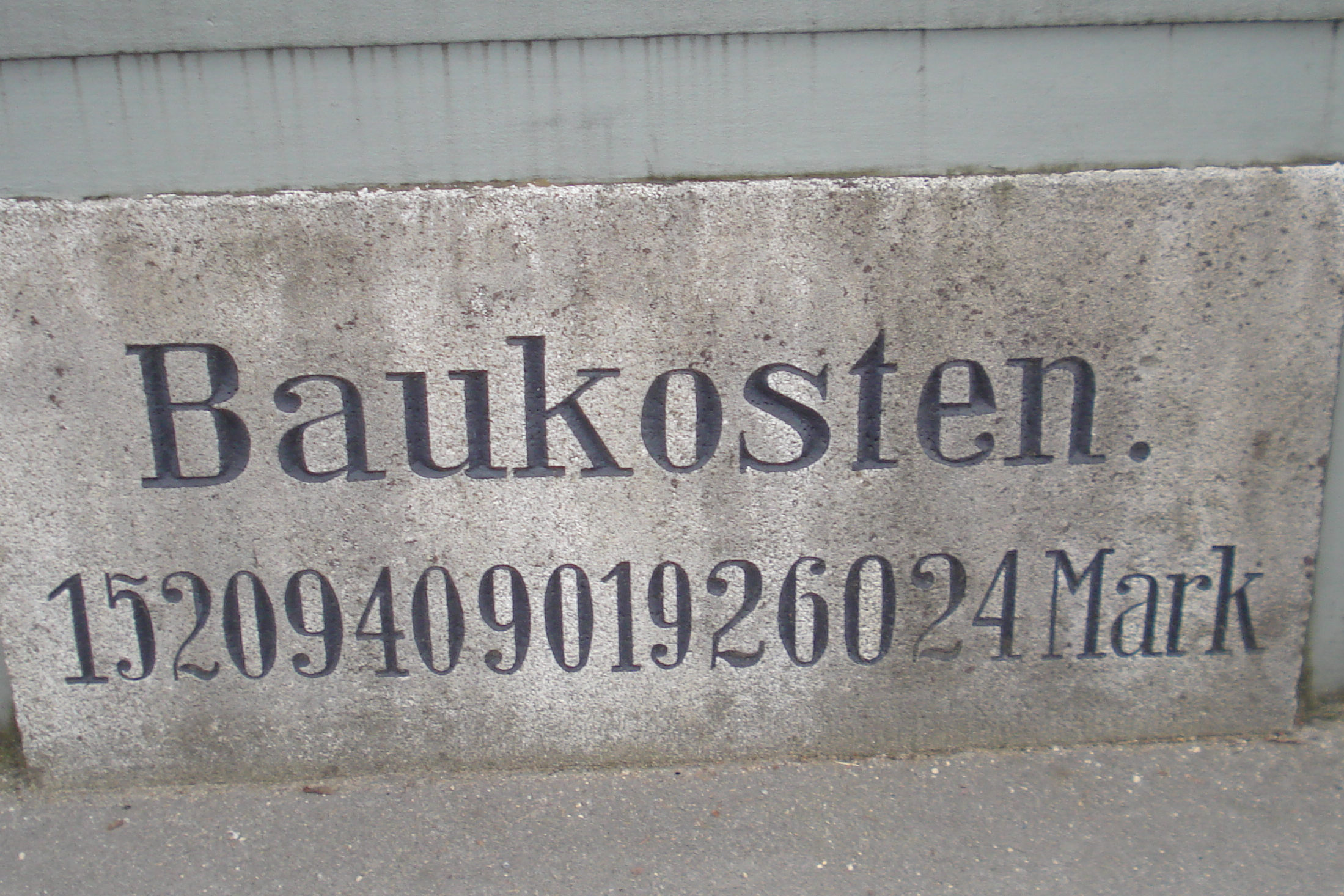
Prijskaartje van de brug

Te Singen ligt in de Bundesstraße 34 de Scheffelbrücke over de Radolfzeller Aach. Deze brug, genoemd naar Joseph Victor von Scheffel, (zie hierna) werd gebouwd in 1923. In dat jaar deed zich de beruchte Duitse hyperinflatie voor, waardoor één Duitse Rijksmark nauwelijks enige waarde had. Op de brug is af te lezen, hoeveel Mark de bouw van de brug gekost had (1.520.940.901.926.024 Mark); gekscherend wordt de Scheffelbrücke daarom wel de duurste brug ter wereld genoemd.
Ekkehard. Eine Geschichte aus dem zehnten Jahrhundert, is een historische roman uit 1855 van Joseph Victor von Scheffel (1826-1886). Dit tot de literaire stroming biedermeier gerekende werk, dat in de periode tot circa 1918 een bestseller was, en vooral in de betere kringen veel gelezen werd, speelt in de 10e eeuw in de burcht op de Hohentwiel. In Singen, en op de Hohentwiel zelf, zijn talrijke informatiebordjes en kunstwerken aanwezig, die naar deze roman verwijzen, alsmede een speciale wandelroute Scheffelpfad, van het station naar de Hohentwiel.
Een Nederlandse officier, Hans Larive, was tijdens de Tweede Wereldoorlog in 1940 ontsnapt uit een krijgsgevangenenkamp bij Soest. Larive werd op het grondgebied van de gemeente Singen gearresteerd tijdens een poging om naar Zwitserland te ontkomen. Een Gestapo-officier, die Larive verhoorde, was er zo vast van overtuigd, dat Nazi-Duitsland de oorlog zou gaan winnen, dat hij Larive vertelde, hoe hij wèl de grens met Zwitserland had kunnen oversteken. Larive onthield deze informatie, en maakte er later, bij de ontsnapping van hemzelf, de Brit Airey Neave en verscheidene anderen uit kasteel Colditz, dankbaar gebruik van. Vluchtroutes via dit gebied met zijn uiterst grillige verloop van de Duits-Zwitserse grens worden door Duitse historici  als Singener Fluchtroute aangeduid.